# Mapa

Mapa físico de la Tierra.

Mapa político de la Tierra.

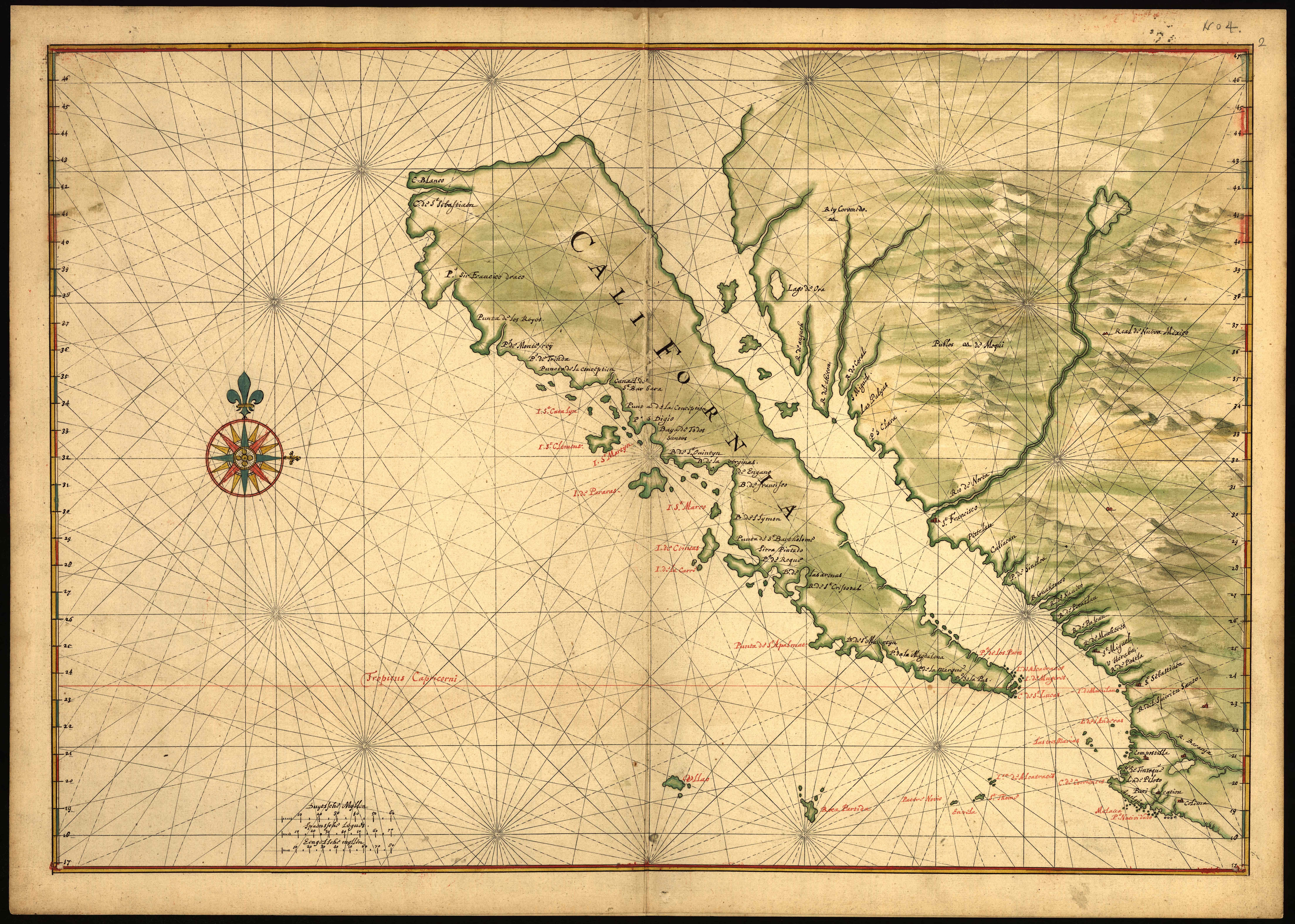
Mapa antiguo, circa 1650, que representa a la península de California como una isla.

Un mapa es una representación gráfica simplificada de un territorio con propiedades métricas sobre una superficie bidimensional que puede ser con forma plana, esférica o incluso poliédrica. Las propiedades métricas del mapa dependen de la proyección utilizada, y posibilitan la toma de medidas de distancias, ángulos o superficies sobre él y su relación con la realidad, en algunos casos aplicando coeficientes conocidos para la corrección de las medidas. 
Iniciados con el propósito de conocer el mundo, y apoyados primeramente sobre teorías filosóficas, los mapas constituyen hoy una fuente importante de información y una gran parte de la actividad humana está relacionada de una u otra forma con la cartografía.
Actualmente se sigue teniendo la inquietud y la necesidad de proseguir con la nunca acabada labor cartográfica. El universo en general —y el sistema solar en particular— ofrecerá sin duda nuevos terrenos para esta labor que tiene orígenes inmemoriales.
El uso de las técnicas basadas en la ortofotografía ha hecho posible no solo conocer el contorno exacto de un país, de un continente, o del mundo, sino también aspectos etnográficos, históricos, estadísticos, hidrográficos, orográficos, geomorfológicos, geológicos, y económicos que llevan al hombre a un conocimiento más amplio de su medio, del planeta en el que vive.
La historia de la cartografía abarca desde los primeros trazos en la arena o nieve, hasta el uso de técnicas geodésicas, fotogramétricas y de fotointerpretación. Los errores geométricos de un mapa suelen mantenerse por debajo de lo que el ojo humano puede percibir, y es habitual cifrar el límite de la percepción visual humana en 0.2 mm.
La cuestión esencial en la elaboración de un mapa es que la expresión gráfica debe ser clara sin sacrificar por ello la exactitud. El mapa es un documento que tiene que ser entendido según los propósitos que intervinieron en su preparación. Todo mapa tiene un orden jerárquico de valores, y los primarios deben destacarse por encima de los secundarios.
Para poder cumplir con estas exigencias, el cartógrafo puede crear varios «planos de lectura». En todo momento se deben tener presentes las técnicas de simplificación, a base de colores o simbología, sin perder de vista que en un plano de lectura más profunda se pueden obtener elementos informativos detallados. La cantidad de información debe estar relacionada en forma proporcional a la escala. Cuanto mayor sea el espacio dedicado a una región, mayor será también el número de elementos informativos que se puedan aportar acerca de ellos.
En definitiva, todo mapa tiene que incluir una síntesis de conjunto al igual que un detalle analítico que permita una lectura más profunda. El nivel en que se cumplan estas condiciones, será igualmente el nivel de calidad cartográfica de un determinado mapa.

## Historia de la cartografía
Parece que todos los pueblos primitivos han tenido cierta forma de cartografía rudimentaria, expresada muchas veces por lo que se podría llamar cartografía efímera: meros trazos momentáneos en la arena, en tierra húmeda u otros elementos. Tal vez estos no hayan pasado de una simple flecha indicadora de dirección entre dos puntos, pero aun así pueden ser considerados como un primer esbozo cartográfico.
Los indígenas de las Islas Marshall elaboraban ya proto-mapas prehistóricos con conchas sobre enrejados de palmas, representando "cartas marinas" e indicando la curvatura de los frentes de olas. También cabe destacar como antecedentes las primitivas cartas elaboradas por esquimales sobre la hidrografía de las regiones que habitaban.

### Babilonia y Grecia

Apariencia probable del ahora perdido primer mapa del Mundo (Anaximandro, 610 a).

Los mapas más antiguos que se conocen son unas tablillas babilónicas de hace unos 5000 años. No obstante, los primeros mapas con fundamento científico provienen de Grecia, y se basan en tratar de reproducir con fidelidad informaciones aportadas por viajeros diversos, intentando conjugar esas informaciones. Se afirma que Tales de Mileto elaboró el primer mapamundi en el que se concibe al Mundo como un disco que flota sobre las aguas. Aristóteles fue el primero en medir el ángulo de inclinación con respecto al ecuador, lo que permite posteriormente deducir la esfericidad de la Tierra e, incluso, la existencia de zonas tropicales y casquetes polares. Hiparco (siglo II a. C.) estableció por primera vez las convenciones matemáticas que permitían trasladar las características de la superficie esférica a un plano, es decir, realizó la primera proyección cartográfica.
Eratóstenes (284 a. C.-192 a. C.) estableció las primeras medidas de la Tierra. Obtuvo el radio del ángulo terrestre y a partir de ahí la longitud de la Tierra, la del meridiano y la circunferencia terrestre (muy aproximada a la real). Entre él, Ptolomeo y otros cambian la concepción de los griegos sobre la Tierra, estableciendo que no es plana, sino curva.
Ptolomeo (siglo II d. C.) recogió todos los conocimientos de sus predecesores y presentó el primer panorama completo del progreso cartográfico logrado hasta su tiempo. Publicó un método acerca de la determinación de coordenadas con base en meridianos y paralelos. Con la obra de Ptolomeo se iniciaba la oportunidad de conocer el mundo de una nueva manera: por medio de los mapas.

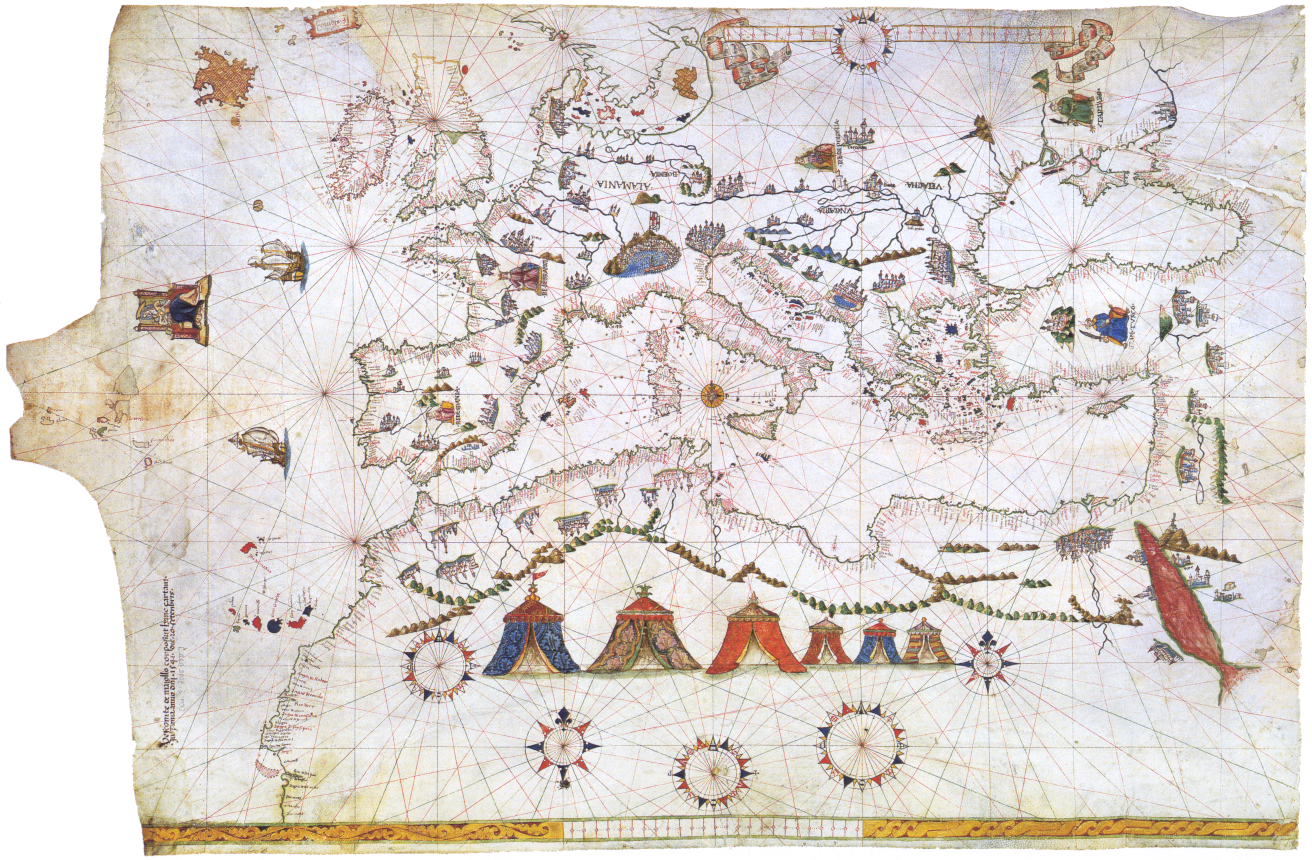
Portulano (1541).

Después de la obra de Ptolomeo, durante muchos siglos la cartografía prácticamente se estancó, por lo que los marinos navegaban usando mapas improvisados, hasta que el descubrimiento de la brújula permitió que se elaboraran los primeros portulanos. Entre estos mapas, resultantes de la experiencia, cabe destacar los de las escuelas italiana, catalana, portuguesa, veneciana, francesa y principalmente mallorquina. Los viajes de los venecianos y genoveses al interior de África y los grandes recorridos de portugueses y españoles por las costas de aquel continente -y posteriormente del americano- dieron un nuevo y gran impulso a la cartografía.

### En América
En México, los jefes indígenas, según Hernán Cortés, tenían cartas geográficas elaboradas en papel de maguey y pieles, así como tejidos de algodón, henequén y palma, en los que se dibujaba con colores vegetales y en ocasiones se les daba un acabado con barniz. Estos mapas reproducían itinerarios y zonas específicas. Se considera que los españoles agregaron a los mapas existentes notas en español, sustituyendo la huella del pie descalzo por una herradura para indicar los caminos que podían ser transitables a caballo. También se agregó la representación de templos católicos por medio de cruces y posteriormente ideogramas que simbolizaban fuentes, canales y acueductos.
En la época del descubrimiento de América destacaron grandes cartógrafos como Diego Méndez, Juan de la Cosa, Pedro y Jorge Reinel, Sebastiano Caboto, Oronteus Finaeus, Desceliers y, en forma muy especial, Gerardus Mercator, quien en 1569 utilizó por primera vez el canevas de proyección. Como un dato curioso, se cuenta que Américo Vespucio, quien recibió la gran distinción de dar nombre al Nuevo Mundo, fue en realidad un cartógrafo destacado pero no excepcional, y el quizás inmerecido honor que se le hizo se debió a que un editor que publicó los primeros mapas de las nuevas tierras señaló a estas como "tierras de Américo" y el nombre se popularizó de un modo irreversible. El sistema de la proyección de Mercator puede considerarse como el logro más importante en la historia de la cartografía, antes de que en el siglo XX se impusieran las nuevas técnicas de la fotografía aérea y, posteriormente, desde satélites.

### Américo Vespucio
Américo Vespucio (1454-1512) fue un navegante que trabajó al servicio de Portugal y de la Corona de Castilla; se lo consideró el primer europeo en comprender que las tierras descubiertas por Cristóbal Colón conformaban un nuevo continente. Por esta razón, el cartógrafo Martin Waldseemüller utilizó en su mapa de 1507 el nombre de América como designación para el Nuevo Mundo. Vespucio comenzó a trazar los mapas de sus viajes por el continente americano una vez instalado en Sevilla (1508), al servicio del rey Fernando. Tanto Solís como Pinzón, Juan de la Cosa y Vespucio contribuyeron con sus expediciones al trazado de los primeros mapas de los que se tiene conocimiento sobre el continente americano. Asimismo, los llamados planisferios de Salviatti y de Castiglione, ambos aproximadamente de 1525, son importantes documentos de la cartografía de la época, en la cual se basaron mapas posteriores. El planisferio de Castiglione fue regalado a éste por el emperador Carlos V. El mapa de Waldseemüller, impreso en 12 hojas separadas, fue de los primeros en el que se separaban con claridad Norteamérica y Sudamérica de Asia.

### Abraham Ortelius
En el siglo XVI muchos cartógrafos elaboraron mapas que iban incorporando la creciente información que aportaban los navegantes y los exploradores. Abraham Ortelius, un cartógrafo flamenco nacido en 1527, se convirtió en un famoso matemático antes de centrar su actividad en la geografía y la cartografía. En 1570 publicó su Theatrum Orbis Terrarum, el primer atlas moderno, obra considerada como el primer éxito comercial inmediato dentro de su tipo. Actualmente se sigue usando la clasificación y estructura de este. Su primera versión contenía 70 mapas (56 de Europa, 10 de Asia y África y uno de cada continente). Realizó una selección de los mejores mapas disponibles, que redibujó con un formato uniforme para la edición de su obra, y estableció un orden lógico de los mapas: mapamundi, Europa, Asia, África y Nuevo Mundo. También incluyó una lista con los nombres de los autores de los mapas. Este atlas tuvo un gran éxito, sobre todo por su tamaño y formato; fue editado en diversos idiomas, y no paró de actualizarse y mejorarse hasta 1612. En 1575 Ortelius fue nombrado geógrafo de Felipe II, un cargo que le permitió acceso a los conocimientos acumulados por los exploradores portugueses y españoles.

### Gerhardus Mercator

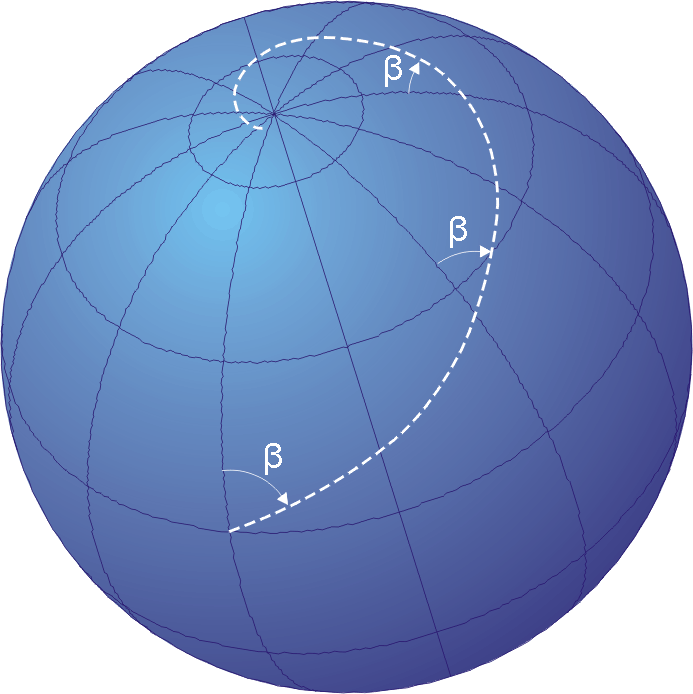
Las loxodromias, líneas que cortan todos los meridianos según un ángulo constante.

El geógrafo y cartógrafo de origen germano-neerlandés Gerhard Kremer, llamado en latín Gerhardus Mercator (1512-1594), natural de los Países Bajos, estudió filosofía y matemáticas en su juventud, convirtiéndose pronto en un eminente cartógrafo; entre otros, realizó trabajos para el emperador Carlos V. Sin embargo, en la década de 1540 fue acusado de herejía y estuvo encarcelado durante algún tiempo. Después se trasladó a Duisburgo, en el ducado de Cléveris, donde se establecieron también muchos protestantes holandeses perseguidos.
En 1554 se hizo internacionalmente famoso por un gran mapa de Europa. En un mapamundi del año 1569 utilizó el sistema de proyección de mapas que más tarde se bautizó con su nombre. Se trata de una representación cilíndrica con meridianos rectos y paralelos y círculos de latitud iguales, y tiene la ventaja de que las rectas que unen dos puntos mantienen un rumbo constante, lo que facilitaba la navegación a brújula. En el mapamundi de Mercator, referido a coordenadas cartesianas, los paralelos son rectas paralelas al eje de las abscisas, estando el ecuador representado por dicho eje, y los meridianos son rectas paralelas al eje de las ordenadas, estando el meridiano origen representado por dicho eje; por otra parte, los polos no son representables en el mapa. La proyección cartográfica de Mercator es, pues, una proyección cilíndrica rectangular directa en la que los paralelos son líneas que conservan las distancias. El valor del módulo de deformación lineal crece con la latitud hacia el polo norte o hacia el polo sur, siendo infinito en ambos polos. A paralelos equidistantes en la esfera terrestre corresponden así, en el mapa, rectas cada vez más distanciadas. Las loxodromias sobre la Tierra (líneas que cortan todos los meridianos según un ángulo constante) se representan en este mapa mediante rectas. Solo la proyección de Mercator goza de esta propiedad.

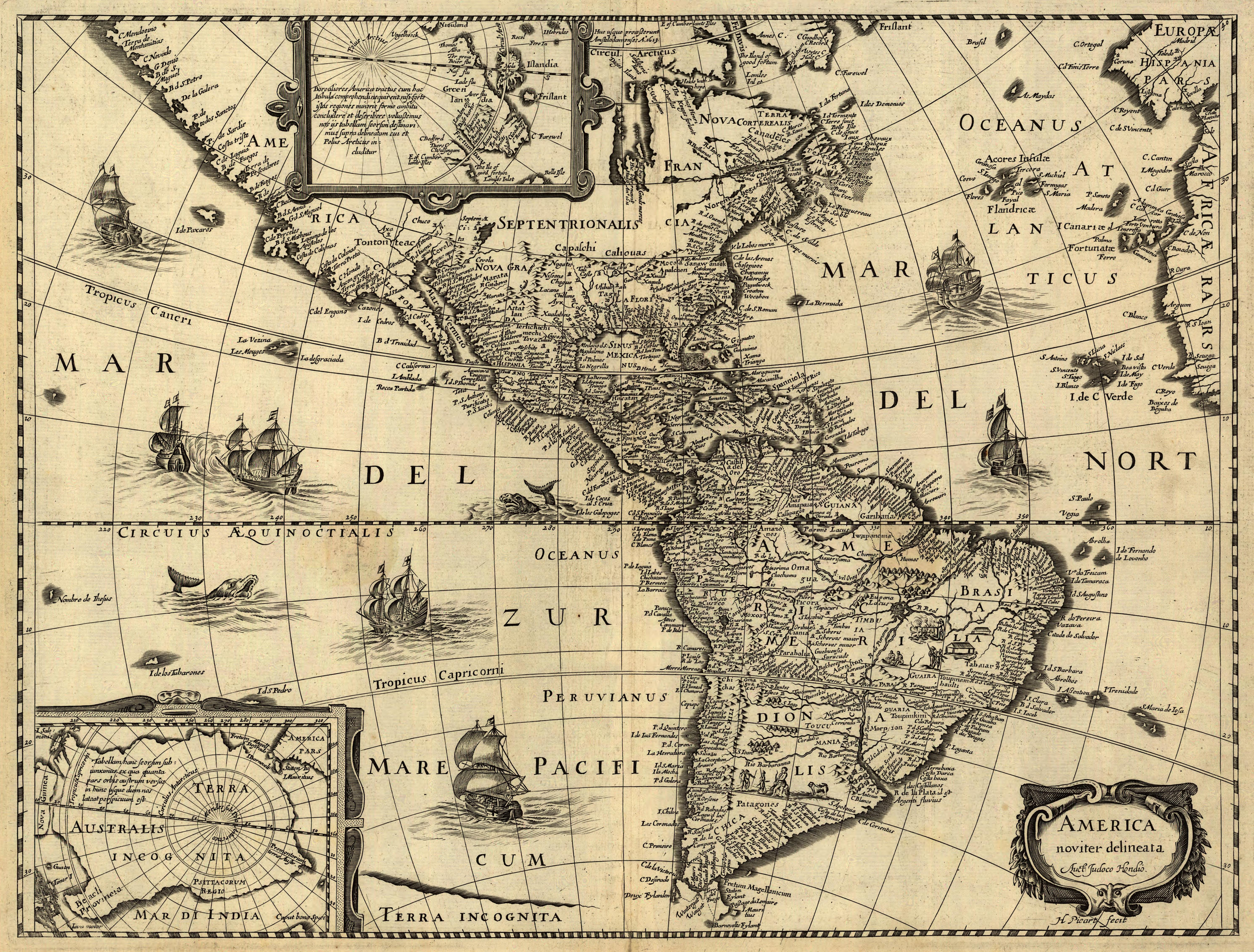
Mapa de América del cartógrafo Jodocus Hondius (circa 1640).

El uso de esta cartografía es general en la navegación marina, porque permite encontrar el ángulo de ruta por simples procedimientos gráficos. No obstante, en este mapa la escala varía muy rápidamente, sobre todo en las latitudes altas, por lo que conviene dar siempre la escala del mapa de Mercator para un determinado paralelo de referencia, que puede ser el ecuador, o bien para el paralelo medio del mapa. El primer año después de la muerte de Mercator se publicó su gran libro de mapas del mundo. Él lo había denominado Atlas, en honor al gigante de la mitología griega que sostenía la bóveda celeste, y desde entonces se ha llamado así a las obras mayores de cartografía. Posteriormente, el famoso cartógrafo y grabador en cobre Jodocus Hondius perfeccionó y volvió a publicar el Atlas de Mercator.
Mercator sigue considerándose como uno de los mayores cartógrafos de la época de los descubrimientos; la proyección que concibió para su mapa del mundo resultó de un valor incalculable para todos los navegantes. La precisión de los mapas posteriores aumentó mucho debido a las determinaciones más precisas sobre latitud y longitud y a los cálculos sobre el tamaño y forma de la Tierra.

### Declinación magnética y corrientes
Los primeros mapas en los que aparecían ángulos de declinación magnética se realizaron en la primera mitad del siglo XVII, y las primeras cartas que mostraban las corrientes oceánicas se realizaron hacia 1665. En el siglo XVII se establecieron los principios científicos de la cartografía y las inexactitudes más notables de los mapas quedan constreñidas a las partes del mundo que no se habían explorado.

### Aportación francesa (sigloXVIII)

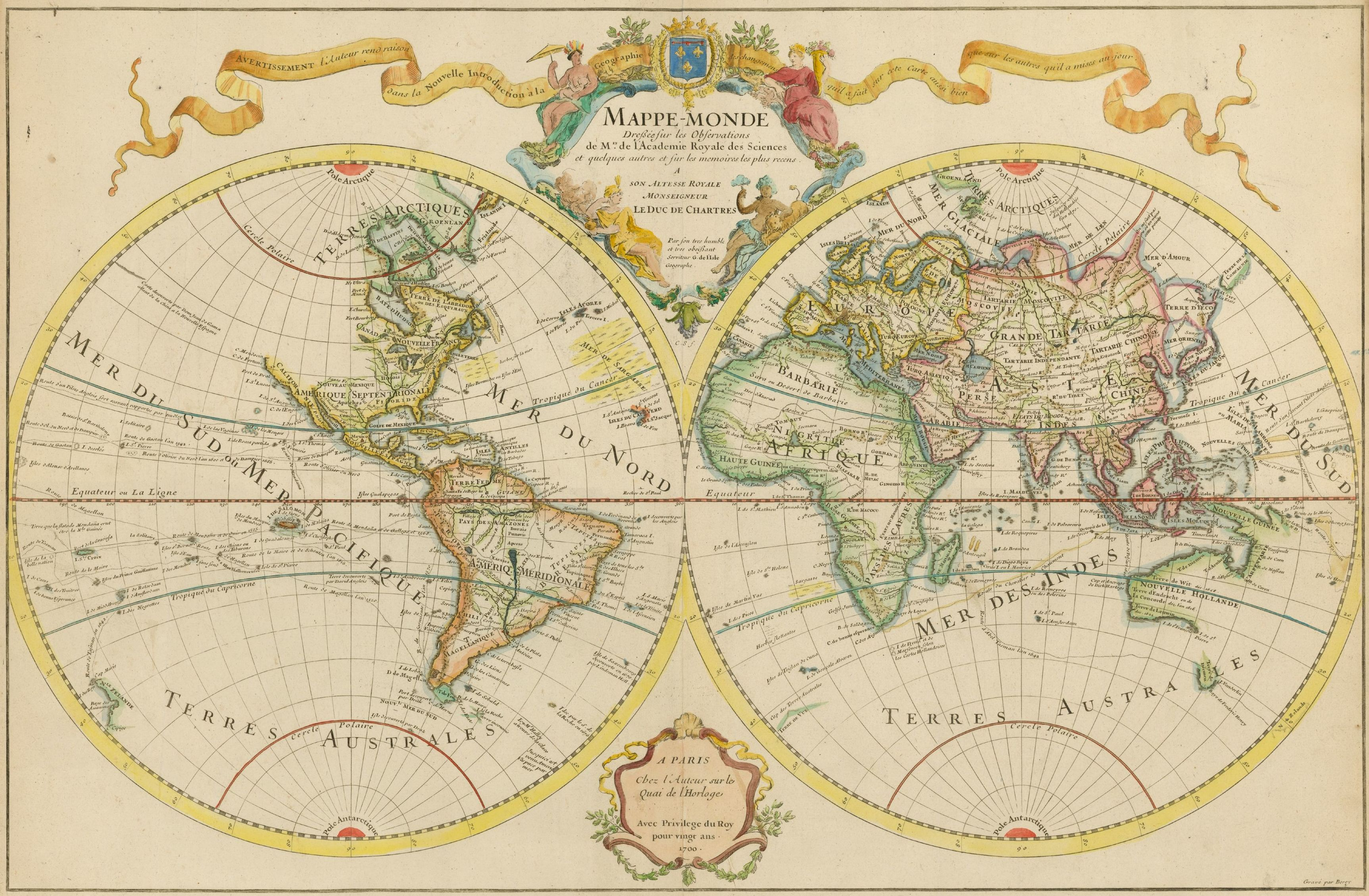
Mapamundo de Delisle (1700).

A finales del siglo XVII las determinaciones astronómicas tomadas en las diferentes partes del mundo y, en particular, en Asia Oriental, eran lo bastante numerosas para que no se conservasen ya en los mapas los errores que los desfiguraban. Los datos falsos y los verdaderos, mezclados desde siglos, formaban un laberinto necesitado de una revisión total.
El geógrafo francés Guillermo Delisle (1675-1726) publicó en 1700 un mapamundi que situaba en su lugar y con dimensiones correctas las regiones orientales del antiguo continente. Jean Baptiste Bourguignon d'Anville tenía 29 años cuando Delisle murió en 1726. Profesó por la geografía una vocación casi innata, ya que de niño era su juego y su distracción. Luego fue su constante preocupación y el pensamiento de toda su vida. Dedicó a ella todos sus estudios y sus cualidades, unidas a un innegable gusto artístico. A los 22 años se dio a conocer por una serie de mapas de Francia, producciones que tenían ya un sello original que distinguieron siempre sus obras posteriores.

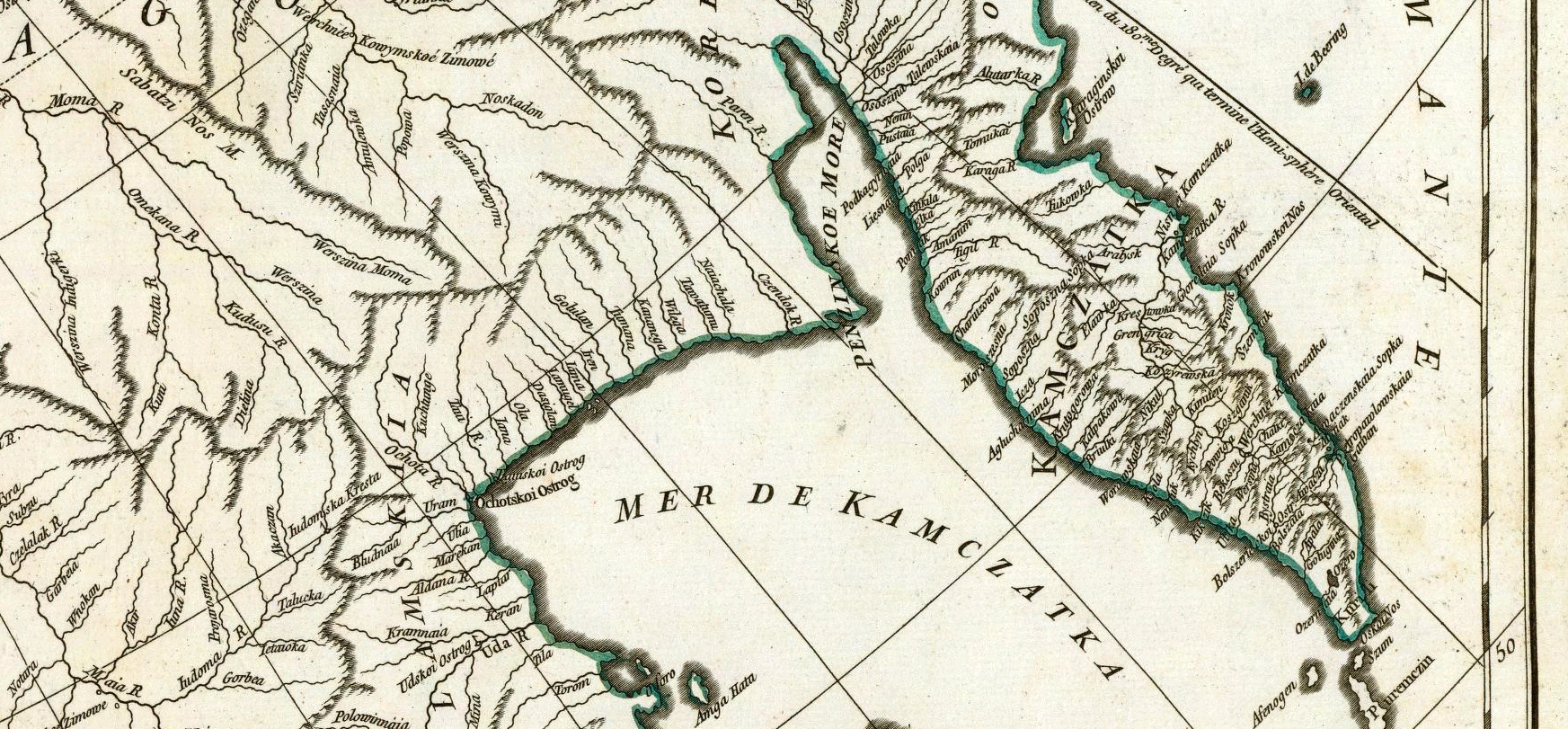
Mapa de la tercera parte de Asia (Jean Baptiste Bourguignon d'Anville, París, 1753).

La Academia de las Ciencias de Francia trabajaba en perfeccionar la geografía astronómica y matemática y enviaba a viajeros aislados o comisiones a diferentes partes del Globo. Unos, para resolver el problema de la física terrestre, como Ridrer, que en 1672 fue a la isla de Cayena, y otros, como M. De Chazelles, en 1694, para determinar la latitud y la longitud de algunas posiciones importantes en el interior del Mediterráneo, a fin de disipar algunas dudas que quedaban acerca de la longitud de este mar tan mal representado según los datos de Ptolomeo. Otros se dirigieron a Laponia y al Perú, para medir al mismo tiempo dos arcos de meridiano, más allá del círculo Polar el uno y cerca del ecuador el otro. De este modo se comprobó la exactitud de la teoría newtoniana acerca del achatamiento del globo terrestre.

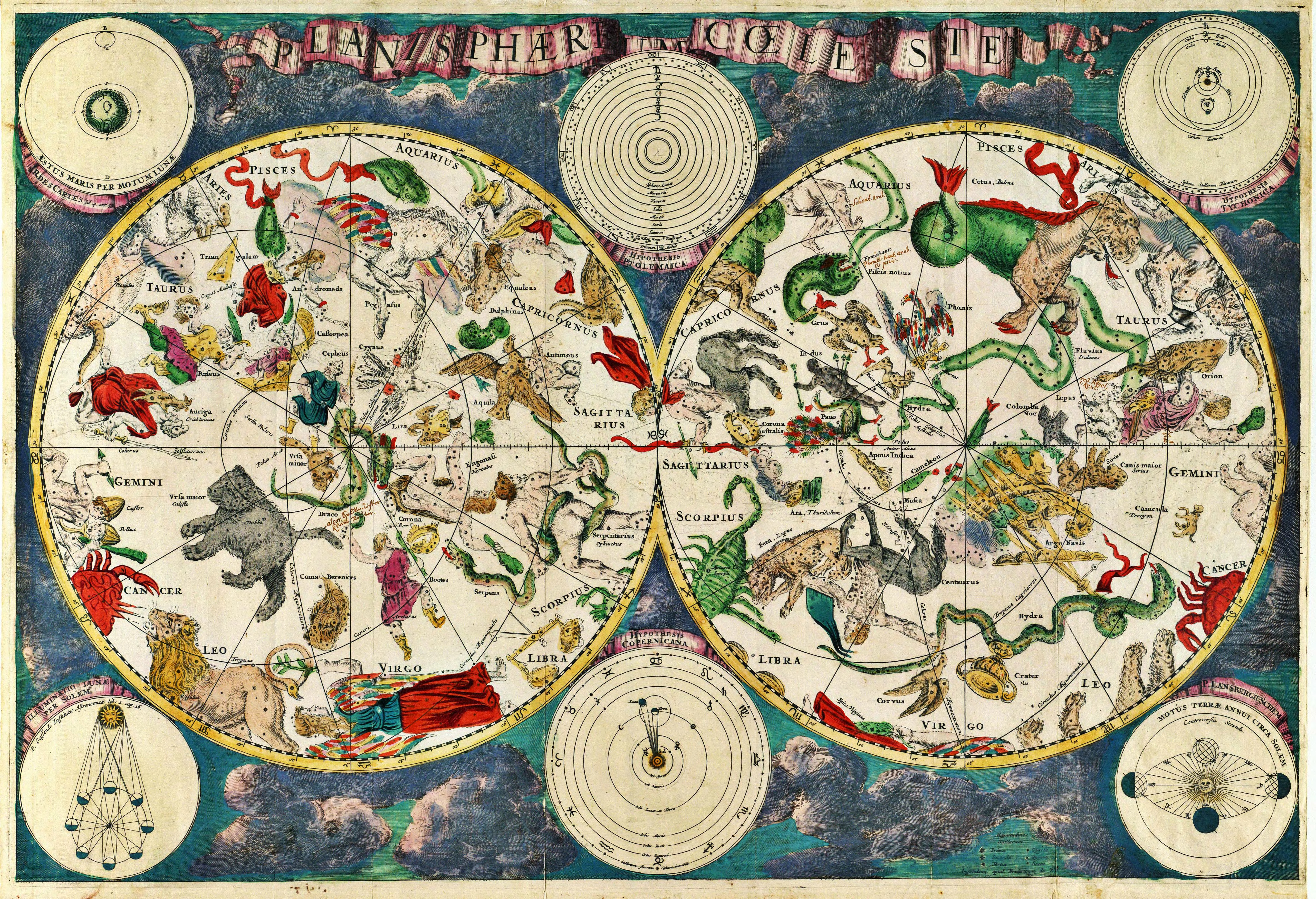
Planisferio celeste del.

Tanto las operaciones de Laponia, ejecutadas desde 1735 a 1737 por Clairant y Maupertuis, como las del ecuador, desde 1735 a 1739 por La Condamine, Godin y Bouguer, acompañados de Antonio de Ulloa y Jorge Juan, confirmaron las deducciones teóricas y pusieron de manifiesto el aumento progresivo de los grados terrestres a partir del ecuador. Colbert pidió a la Academia de las Ciencias la descripción geométrica del reino y Cassini de Thury, director del Observatorio y nieto del gran astrónomo, concibió una proyección cartográfica que lleva su nombre. En 1744 comenzó las primeras operaciones, ayudado por su hijo, de muchos astrónomos y de una treintena de prácticos hábiles en el levantamiento de planos. Este trabajo fue terminado en 1773 y sirvió de modelo para proyectos similares llevados a cabo en otros países.
Hacia finales del siglo XVIII, cuando decayó el espíritu explorador y comenzó a desarrollarse el nacionalismo, un gran número de países europeos comenzó a emprender estudios topográficos detallados a nivel nacional. El primer mapa topográfico completo de Francia se publicó en 1793, con una forma más o menos cuadrada y con una medida de aproximadamente 11 m de lado. Reino Unido, España, Austria, Suiza y otros países siguieron su ejemplo. En Estados Unidos se organizó, en 1879, el Geological Survey ("estudio geológico") con el fin de realizar mapas topográficos de gran escala en todo el país. En 1891, el Congreso Internacional de Geografía propuso cartografiar el mundo entero a una escala 1:1.000.000, tarea que todavía no ha concluido.

### Aportación francesa

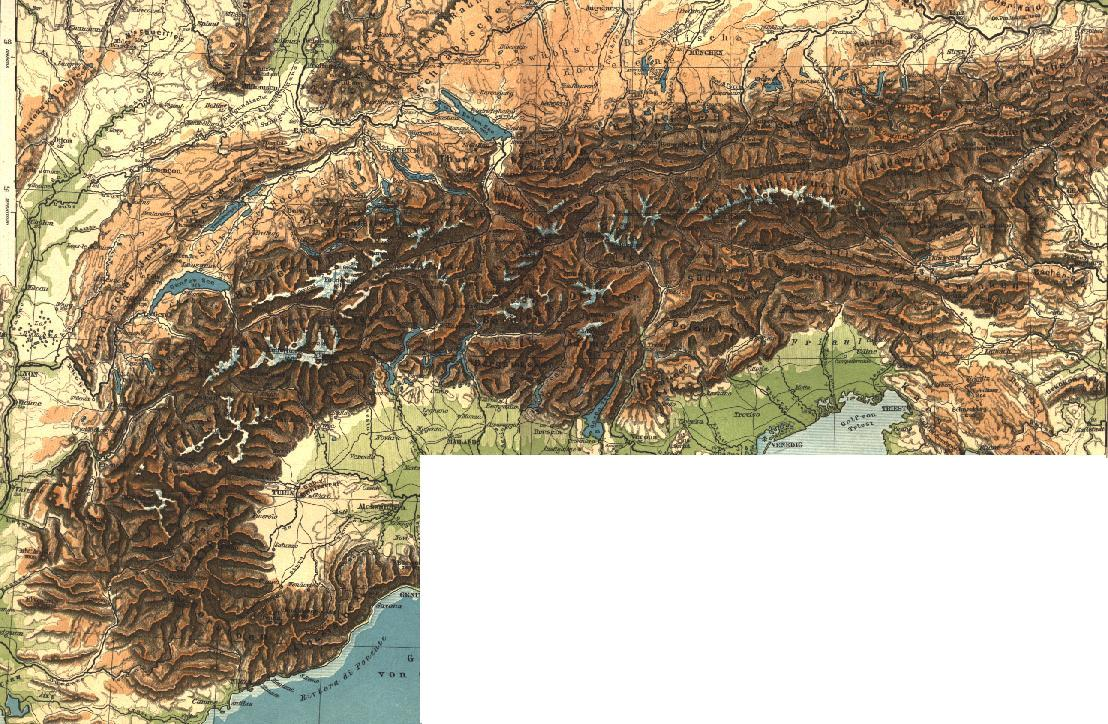
Mapa topográfico de los Alpes de 1907.

### La cartografía en elsigloXX
En el siglo XX, la cartografía experimentó una serie de importantes innovaciones técnicas. La fotografía área se desarrolló durante la Primera Guerra Mundial y se utilizó, de forma más generalizada, en la elaboración de mapas mediante ortofotografías durante la Segunda Guerra Mundial. Estados Unidos, que lanzó en 1966 el satélite PAGEOS y continuó en la década de 1970 con los tres satélites Landsat, realizó estudios geodésicos completos de la superficie terrestre por medio de equipos fotográficos de alta resolución colocados en esos satélites. A pesar de los grandes avances técnicos y de los conocimientos cartográficos, quedan por realizar estudios y levantamientos topográficos y fotogramétricos de grandes áreas de la superficie terrestre que no se han estudiado en detalle.

Mapa geológico de Lorena (Francia).

A principios del siglo XX quedaba por explorar alrededor del 5 % de la superficie terrestre. Fue hasta la segunda mitad de este siglo que se logró, con ayuda de los satélites artificiales, la exploración de prácticamente la totalidad de la Tierra.

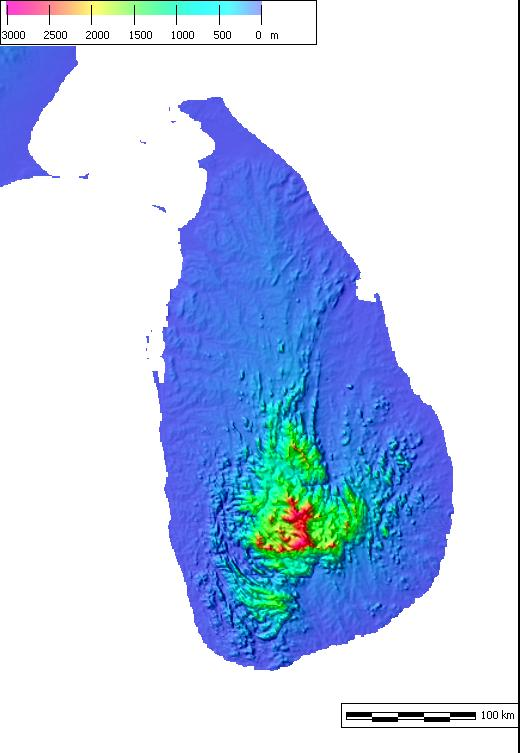
Mapa topográfico de Sri Lanka.

Para la fotogrametría moderna se emplean instrumentos de alta precisión que permiten relacionar las fotografías aéreas y de satélite con las medidas reales del terreno. De ello resulta una información gráfica que hace posible conocer las distancias y los desniveles de una región determinada. La fotointerpretación, a través de la visión estereoscópica de la fotogrametría o aerotopografía, da un elevado nivel de detalle, que hace posible llegar a conclusiones verdaderas acerca de las condiciones de los suelos, sus usos actuales y potenciales.
Por otra parte, la aparición de los Sistemas de Información Geográfica (SIG) en los años 70 y su popularización en los años 90 han revolucionado la forma de crear y manejar cartografía a través de estas herramientas informáticas que asocian elementos espaciales con bases de datos. Los SIG permiten el análisis y la gestión del territorio a través de cartografía digital de una manera rápida y efectiva.
En la actualidad, la elaboración de mapas es una operación compleja en la que participan grupos de más de 50 diferentes disciplinas: fotonavegantes, mecánicos, químicos laboratoristas, geodestas, matemáticos, topógrafos, geólogos, biólogos, geógrafos, físicos, agrónomos, edafólogos, ingenieros civiles, economistas y arquitectos, entre otros.
Hubo quienes pensaban que la cartografía iba a estancarse una vez que se plasmara en mapas la superficie de cada región de la Tierra. Sin embargo, existen planes serios de hacer mapas de los planetas vecinos del sistema solar, de manera que los mapas, que fueron la forma inicial de conocer la Tierra, muy pronto servirán para llevar las fronteras del conocimiento más allá del planeta en el que vivimos.

## Tipos de mapa

Climas del Mundo.

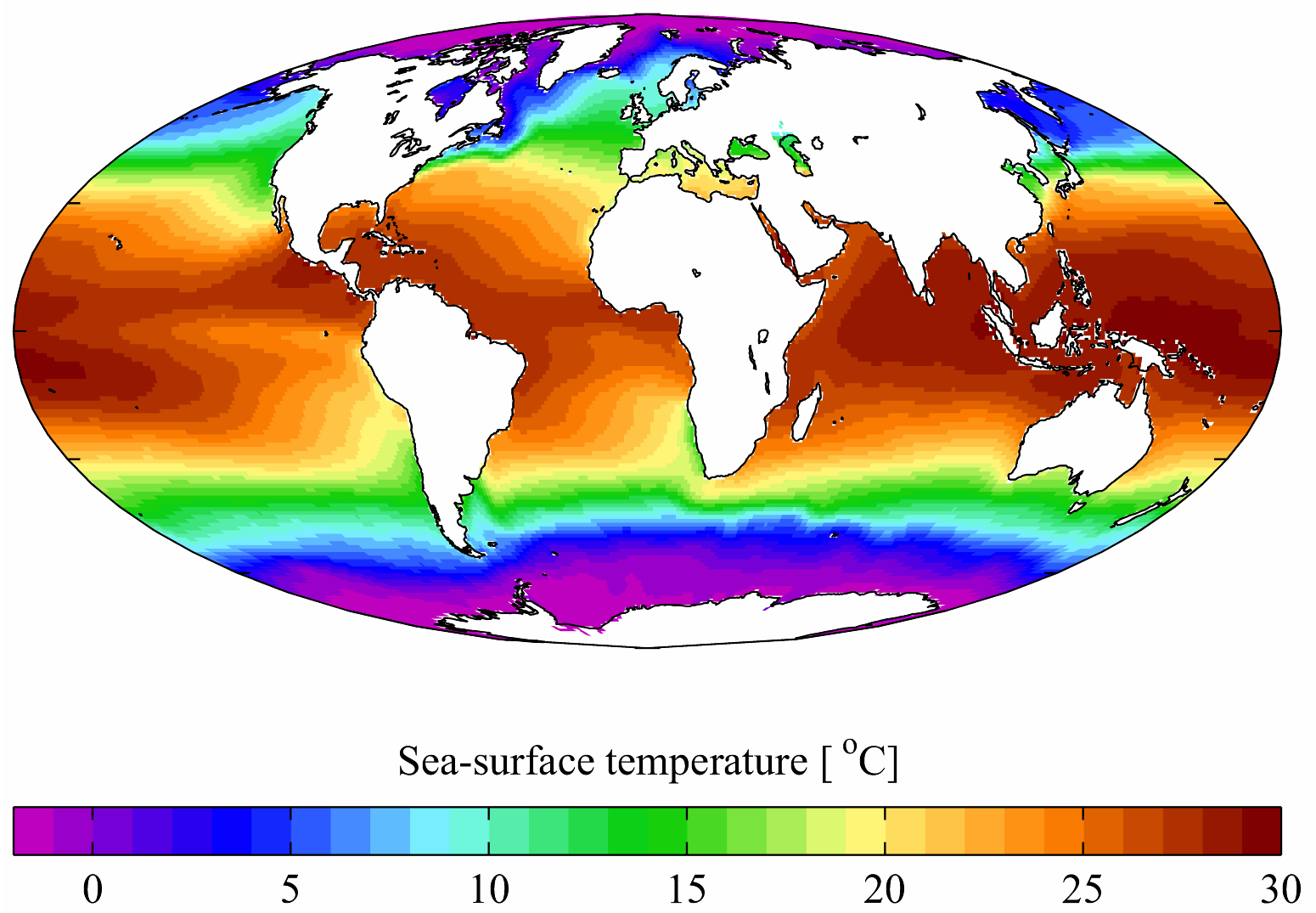
Temperatura media anual de la superficie oceánica.

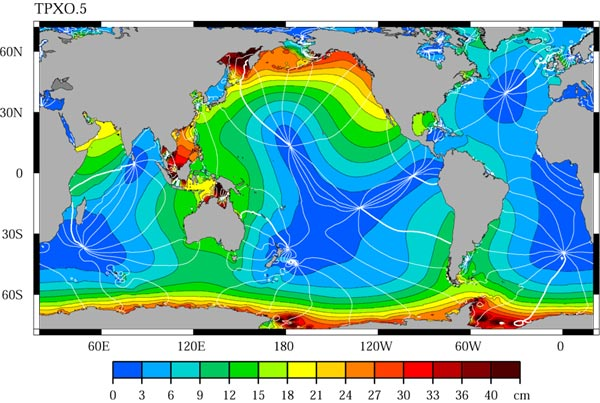
Nivel del mar.

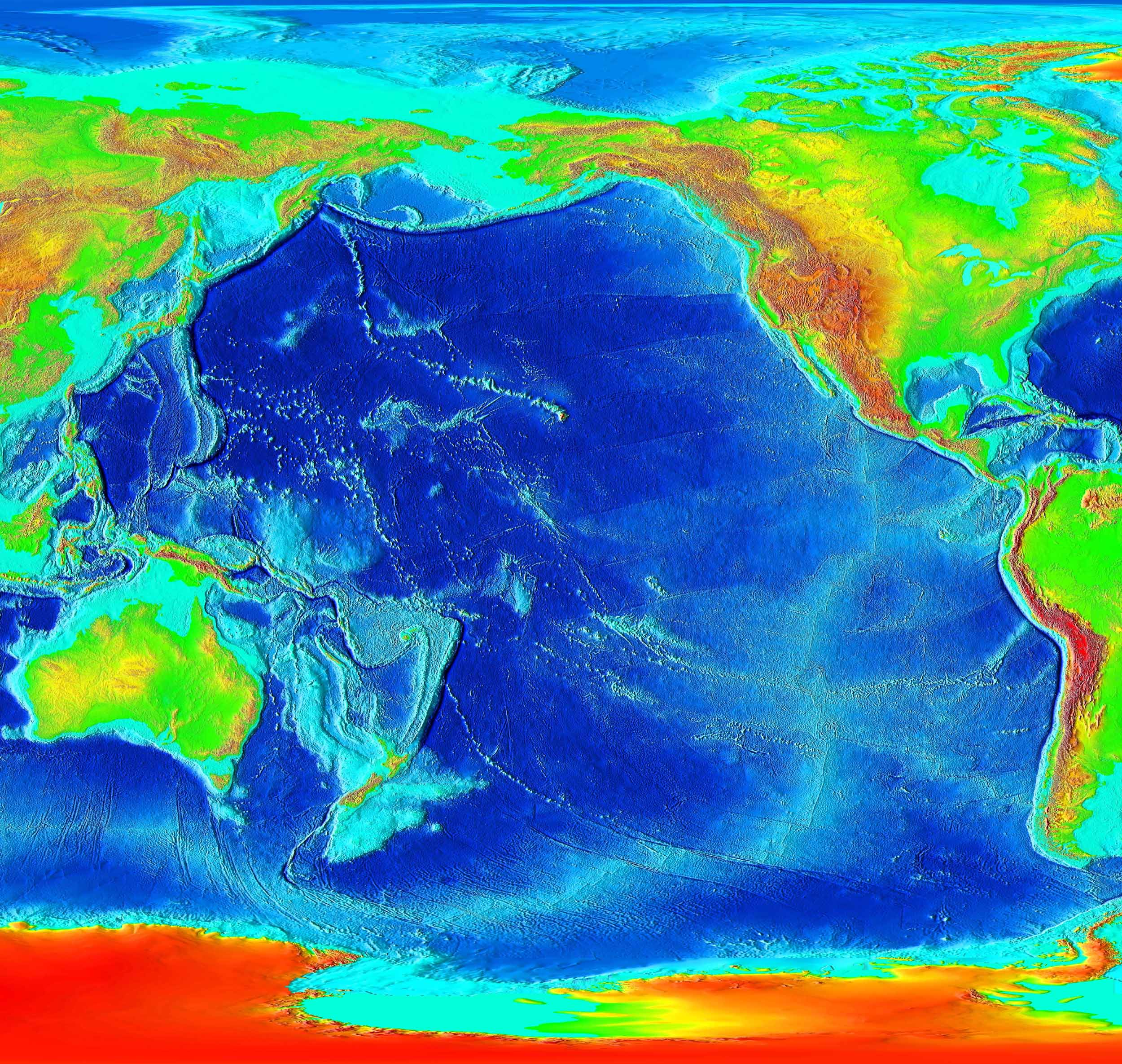
Mapa batimétrico del océano Pacífico.

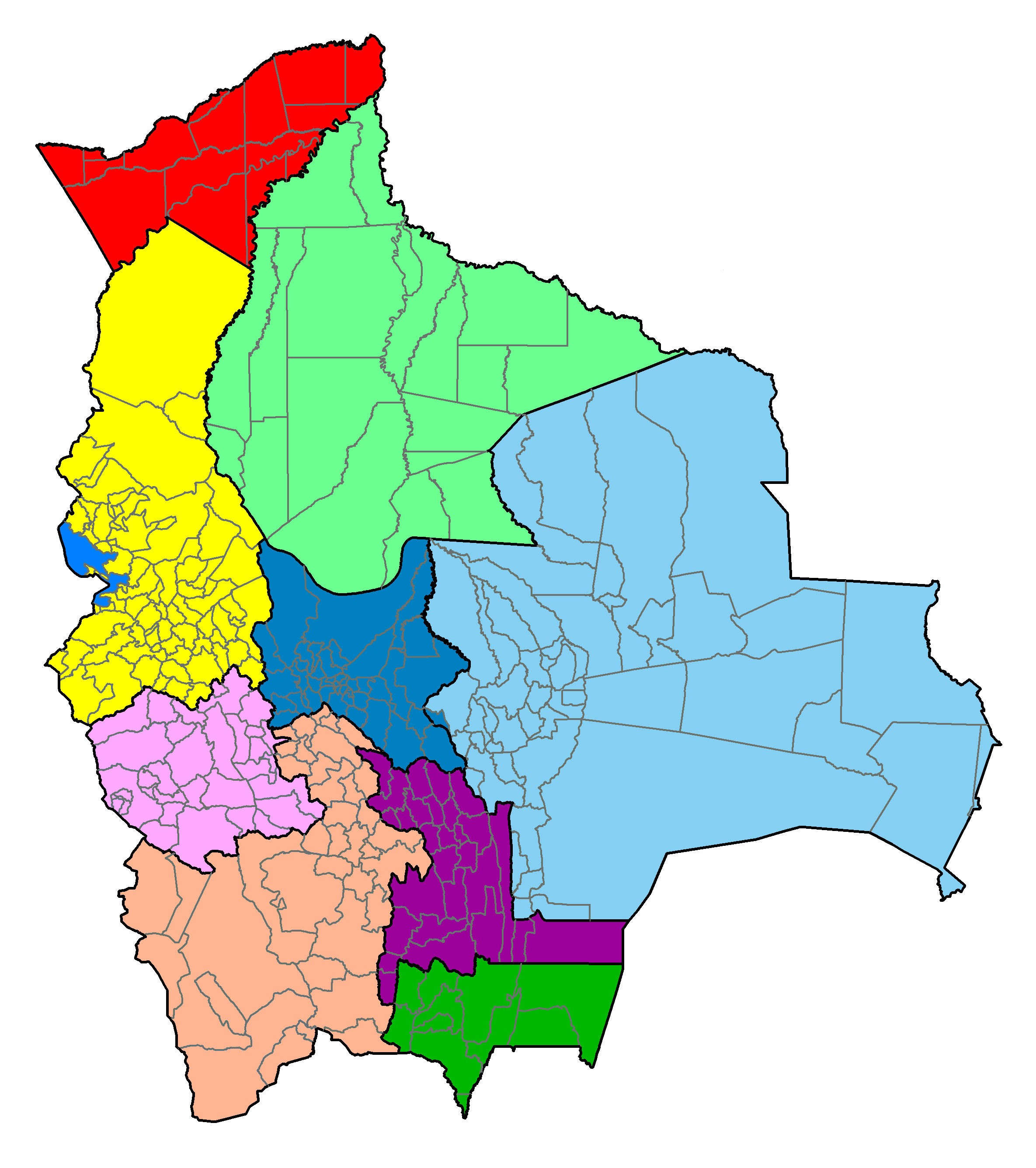
División política de Bolivia en departamentos y municipios.

Mapa de Oceanía.

Curvas de nivel.

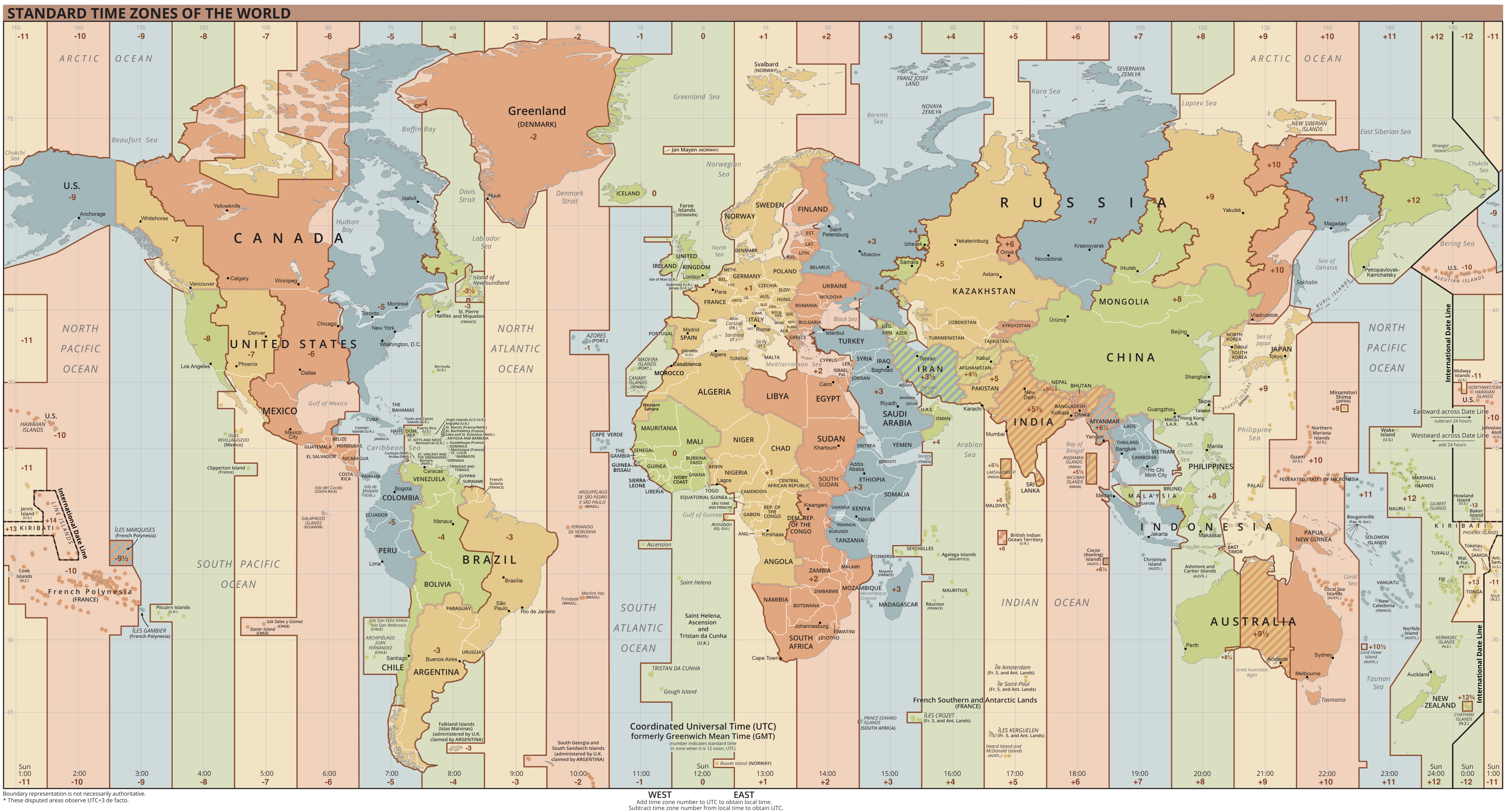
Mapa de zonas horarias.

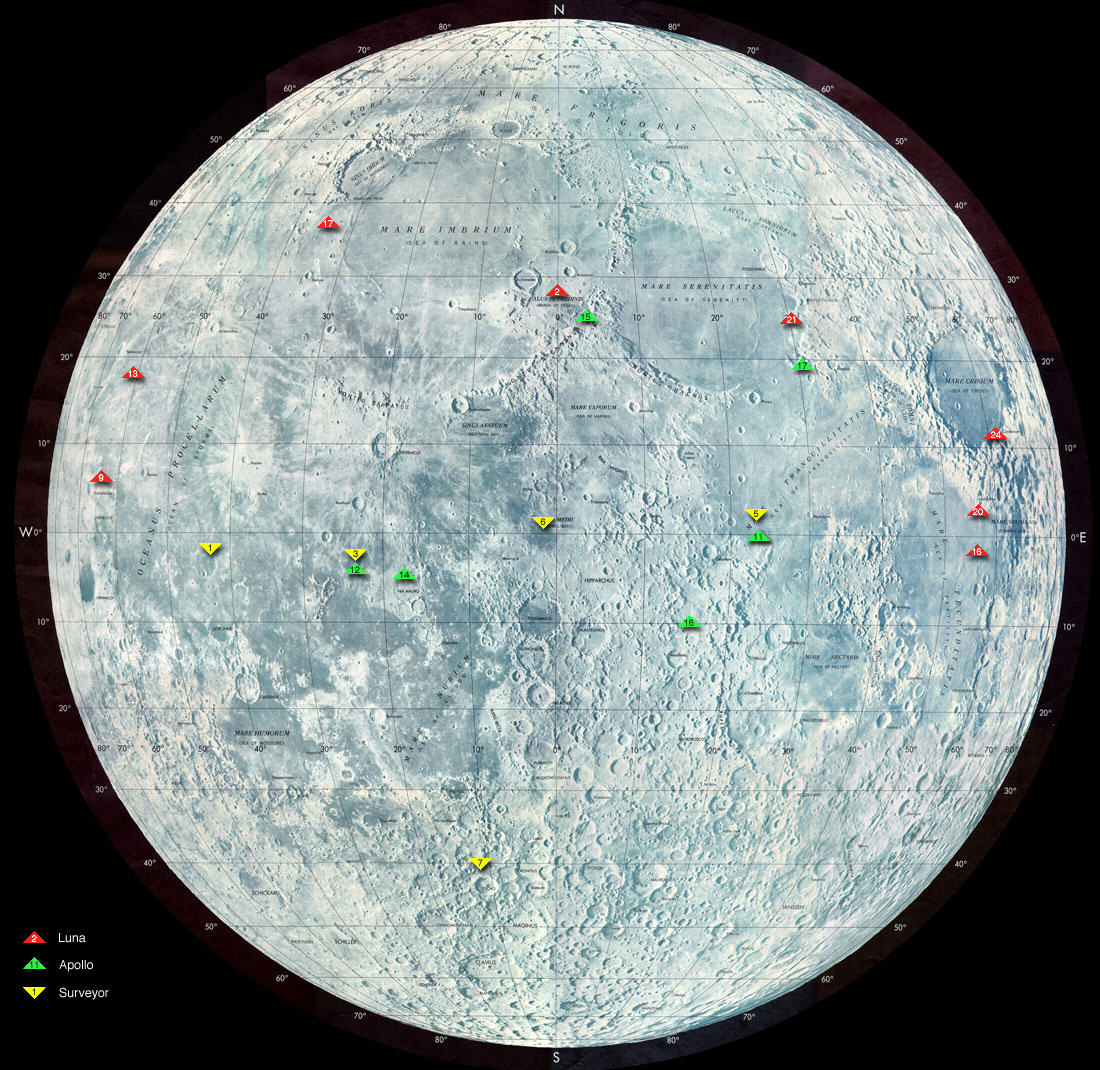
Mapa indicando los sitios de alunizaje.

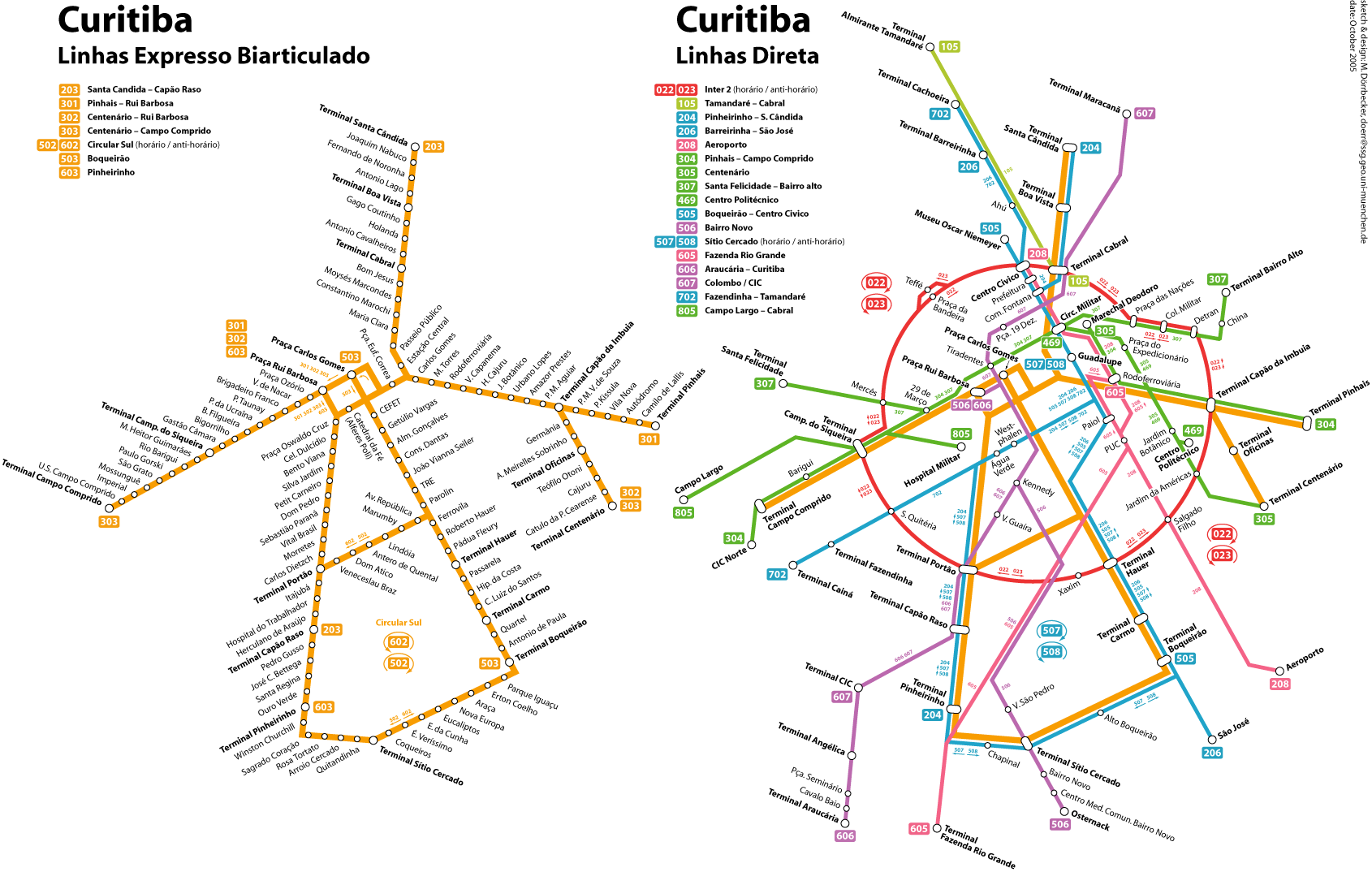
Transporte público de Curitiba.

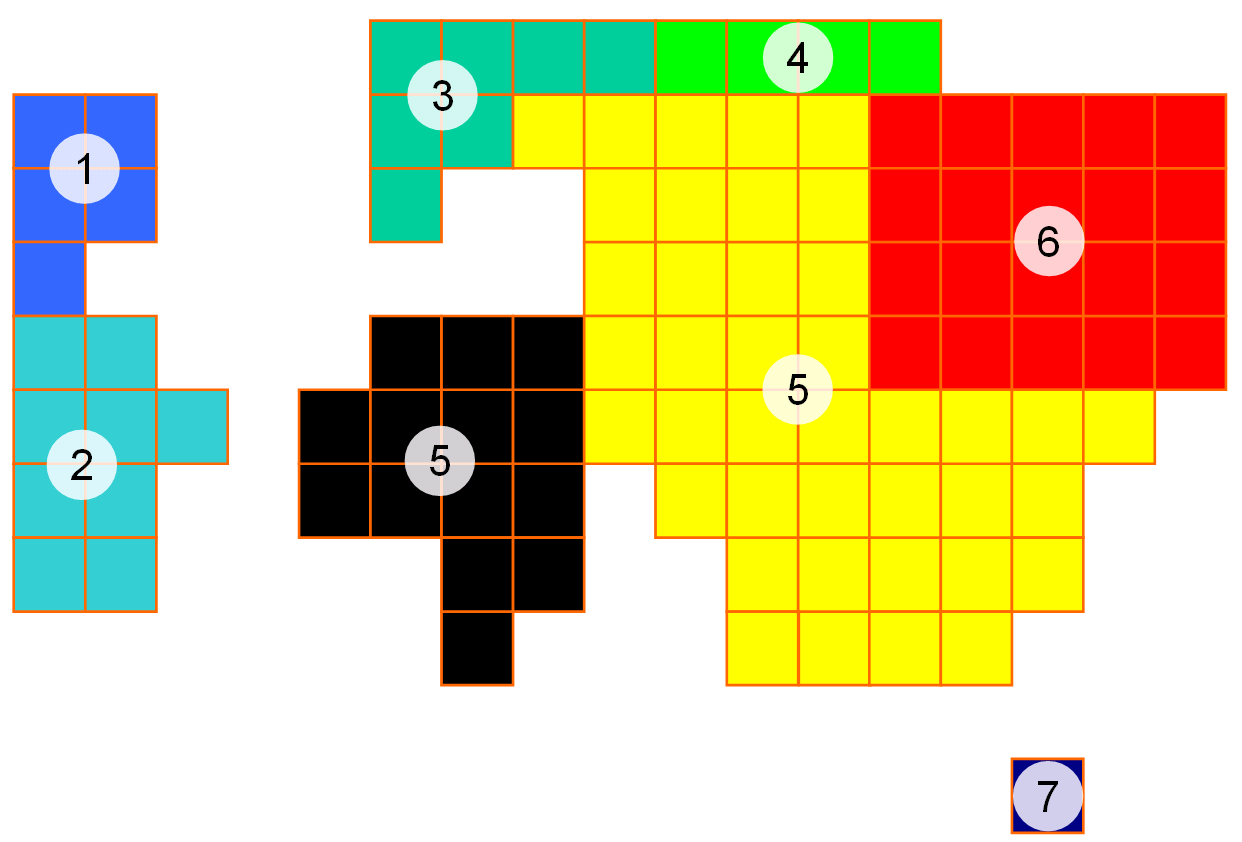
Mapa dasimétrico mostrando densidad de población.

Mapa lingüístico del quechua.

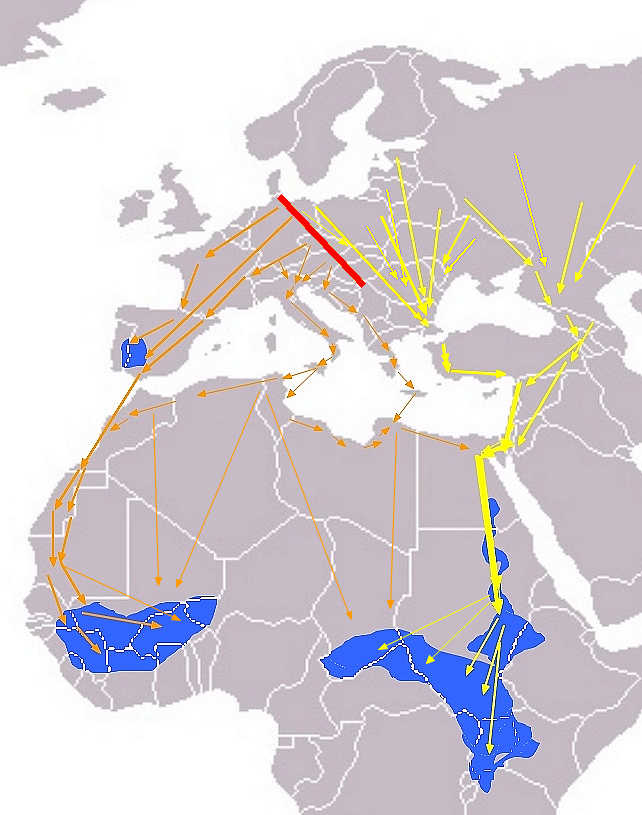
Mapa fenológico mostrando la migración de la cigüeña negra.

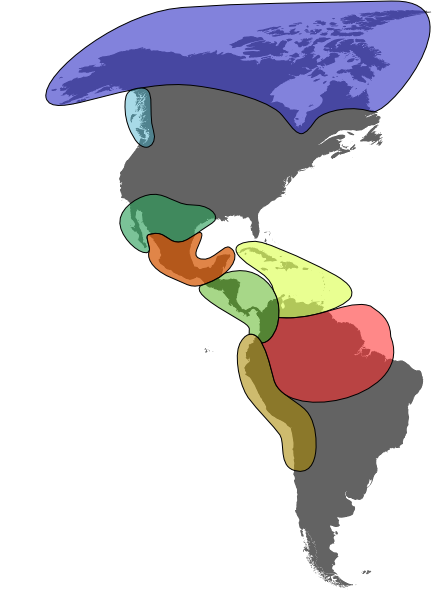
Mapa de las culturas precolombinas.
Ártico
Noroeste
Aridoamérica
Mesoamérica
Área intermedia
Caribe
Área amazónica
Área andina

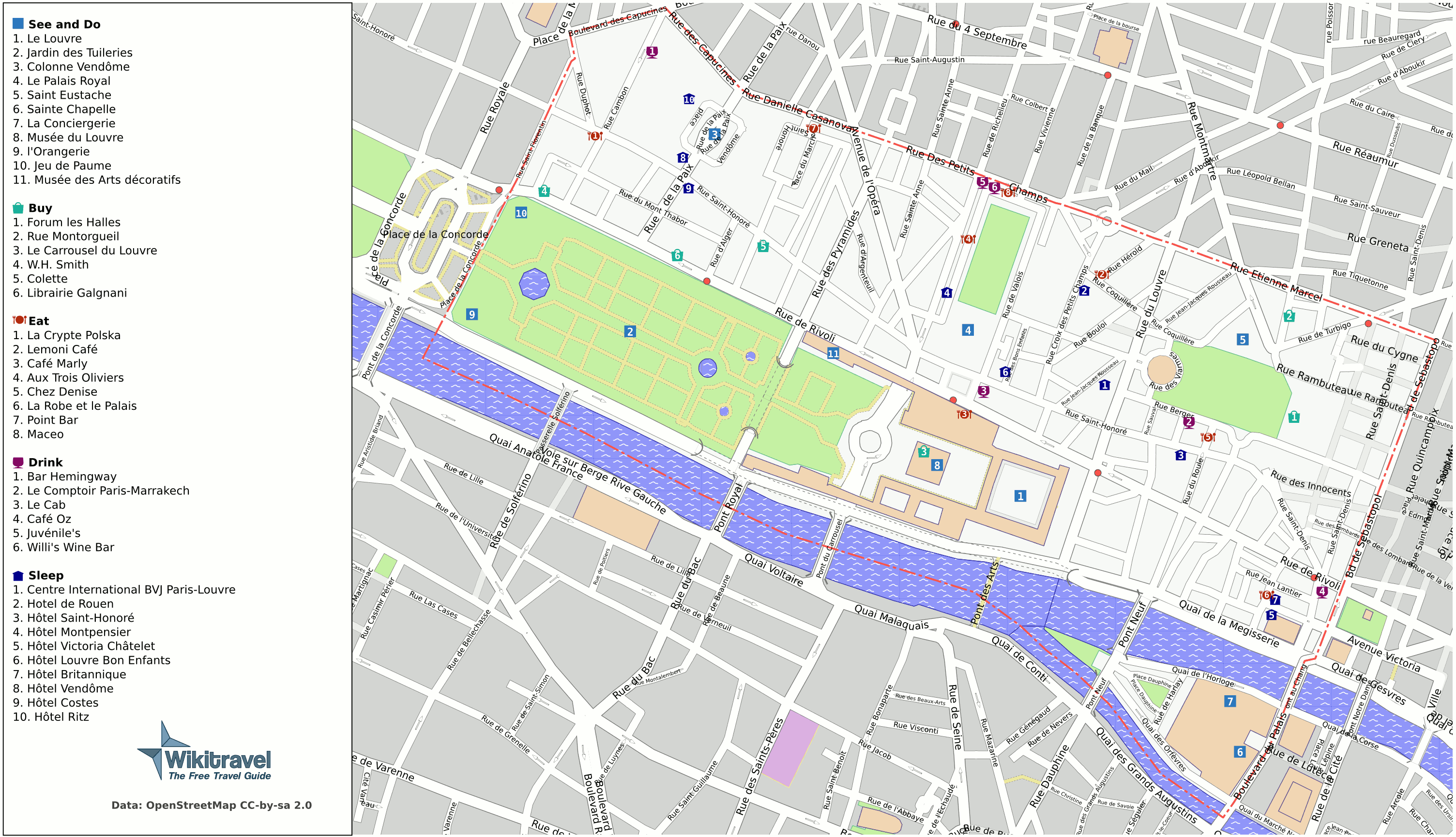
Mapa turístico de París generado para una guía impresa de viajes de Wikitravel a partir de datos del proyecto OpenStreetMap.

- Mapa a margen perdido: mapa totalmente parcial sin margen de forma tal que el espacio cartografiado llega hasta el límite de la hoja.
- Mapa actual: mapa que representa los datos topográficos y geográficos más recientes.
- Mapa administrativo: mapa que representa los hechos principales de la organización administrativa de un territorio, especialmente las cuestiones relativas a las fronteras, divisiones y capitales.
- Mapa analítico: mapa temático que representa los elementos de un fenómeno.
- Mapa anamórfico: mapa en el que los territorios se modifican con el objeto de que sus superficies resulten proporcionales a las magnitudes de un fenómeno que se quiere representar, procurando que se mantenga la contigüidad y las configuraciones de los territorios.
- Mapa auxiliar: mapa anexo a otro que lo complementa. Nota: Normalmente se sitúa en la misma hoja y se suele representar en una escala diferente, que generalmente es más pequeña.
  - Mapa auxiliar adyacente: mapa auxiliar que representa, generalmente a la misma escala, una zona limítrofe a la del mapa principal.
- Mapa batimétrico: mapa hidrográfico que representa el relieve de zonas sumergidas.
- Mapa de base: mapa reproducido totalmente o parcialmente en uno o diversos colores que sirve para sobreponer en él datos temáticos.
- Mapa de base: mapa inicial que resulta de un levantamiento topográfico o fotogramétrico. Por ejemplo: el mapa topográfico estatal. Generalmente se trata de un documento oficial a gran escala del que posteriormente se forman el resto de los mapas. Es un concepto opuesto al mapa derivado.
- Mapa catastral: mapa que representa los límites de la propiedad de la tierra. Sinónimo complementario: plano catastral.
- Mapa clave: Ver: mapa índice.
- Mapa continental: mapa que representa todo un continente, normalmente a una escala comprendida entre 1:20.000.000 y 1:50.000.000.
- Mapa corocromático: mapa en el que se marcan áreas cualitativamente diferentes mediante tramas o colores.
- Mapa corográfico: mapa topográfico elaborado a una escala suficientemente pequeña para poder representar grandes conjuntos del territorio de una región, de un conjunto de regiones o de un continente.
- Mapa de coropletas: mapa temático que representa la distribución espacial de un fenómeno mediante tramas o diferentes tonos de color o de gris, en el que la gradación de intensidad expresa diferentes intervalos de un fenómeno en unidades territoriales, administrativas o convencionales.[1]
- Mapa de corrientes: mapa que representa la velocidad y la dirección de las corrientes marinas.
- Mapa de cotas: Ver: hoja de cotas.
- Mapa de cuadrícula: mapa que tiene una cuadrícula superpuesta o indicada en su marco.
- Mapa de curvas batimétricas: mapa batimétrico que representa el relieve de las profundidades subacuáticas mediante el uso de isóbatas.
- Mapa de curvas de nivel: mapa que representa un relieve mediante curvas de nivel.
- Mapa cualitativo: mapa temático que representa la distribución de fenómenos atendiendo a su carácter nominal o conceptual.
- Mapa cuantitativo: mapa temático que representa la distribución de fenómenos y hechos de acuerdo con su importancia numérica expresada de forma absoluta o relativa. Suelen llevar leyenda.
- Mapa dasimétrico: mapa de coropletas en el que las áreas estadísticas se subdividen en áreas de homogeneidad relativa basándose en informaciones complementarias. Nota: es un mapa utilizado principalmente para representar densidades de población.
- Mapa de carreteras: mapa que representa fundamentalmente las carreteras, que se muestran clasificadas en categorías según sea su importancia viaria.
- Mapa de estrella: planisferio que representa la superficie de un globo en forma de estrella. En este tipo de mapa la proyección se ha realizado a partir de dos definiciones matemáticas diferentes, que suelen ser una para la parte central y la otra para las puntas de la estrella.
- Mapa de ferrocarriles: mapa itinerario que representa la red ferroviaria, las estaciones y apeaderos y las infraestructuras ferroviarias o que sean de interés para los usuarios.
- Mapa de flujos: mapa temático que representa las direcciones de movimiento mediante líneas de ancho variable, proporcionales a su importancia y esquematizadas de acuerdo con el trazado. Sinónimo complementario: mapa de líneas de flujo. Brinda datos complejos a través de líneas que nacen y llegan a lugares determinados. Es un tipo de mapa complejo por el volumen de información, por la forma en que está presentada y por las diferentes relaciones que se pueden establecer.
- Mapa de franjas: mapa temático en el que se ha dividido la superficie de cada unidad territorial en franjas paralelas y de superficie proporcional a los valores sectoriales del fenómeno representado.
- Mapa de frecuencias: mapa temático que representa el número de veces que un hecho o un fenómeno se manifiesta en una zona o lugar determinados.
- Mapa de husos: mapa que representa su campo mediante unos husos que normalmente están unidos en los puntos del ecuador o en los de los polos.
- Mapa de husos horarios: planisferio que representa los husos horarios.
- Mapa de intensidades: mapa temático que representa los fenómenos de acuerdo con el grado de fuerza o de actividad.
- Mapa de isopletas: mapa que representa las variaciones de un fenómeno mediante el uso de isopletas.
- Mapa de la Luna: mapa que representa la superficie de la Luna.
- Mapa de líneas: mapa que tiene su representación gráfica hecha a base de líneas.
- Mapa de líneas aéreas: mapa itinerario que representa las rutas de las líneas aéreas regulares.
- Mapa de líneas de flujo: Ver: mapa de flujos.
- Mapa de líneas de navegación marítima: mapa itinerario que representa las rutas marítimas regulares y, a menudo, también las fluviales.
- Mapa de Mercator: mapa establecido en la proyección de Mercator.
- Mapa de normales: mapa que representa un relieve mediante normales.
- Mapa de orientación: mapa que representa elementos topográficos seleccionados con el objeto de poder realizar una interpretación rápida y sencilla de la propia localización y de otros elementos o lugares significativos. Se utiliza para poder seguir alguna ruta.
- Mapa de pendientes: mapa temático que, mediante cualquier sistema gráfico, representa los diferentes grados de pendiente de un territorio.
- Mapa de previsión: mapa que representa la situación o evolución probable de los fenómenos determinados para un periodo o una fecha futura.
- Mapa de puntos: mapa temático cuantitativo en el que la distribución de un objeto o fenómeno es representada por puntos.
- Mapa de situación: mapa, generalmente a pequeña escala, que indica la situación de una zona o de una hoja cartográfica dentro de un territorio mayor.
- Mapa de superficie: Ver: mapa del tiempo de superficie.
- Mapa de tintas batimétricas: mapa batimétrico que representa las zonas sumergidas mediante diferentes graduaciones de color.
- Mapa de tintas hipsométricas: mapa topográfico que representa la altura mediante diferentes graduaciones de color.
- Mapa de topografía relativa: mapa del tiempo que representa el espesor o las diferencias de altitud entre dos niveles de presión.
- Mapa del cielo: Ver: Planisferio celeste.
- Mapa del mundo: mapa que representa toda o buena parte de la superficie terrestre.
- Mapa del relieve: mapa orográfico que representa el relieve mediante diversos métodos que normalmente son de efecto plástico.
- Mapa del tiempo: mapa que representa los valores de algunos elementos meteorológicos, en especial la presión, los fenómenos atmosféricos y los frentes en un momento determinado.
  - Mapa del tiempo de altitud: mapa del tiempo que representa, mediante isohipsas, las alturas en la que hay una presión determinada y, mediante isotermas, las temperaturas en estas alturas.
  - Mapa del tiempo de superficie: mapa del tiempo que representa, básicamente, las presiones en superficie reducidas al nivel del mar, mediante isobaras, con su valor y el símbolo de las configuraciones principales y los frentes.
- Mapa densimétrico: mapa temático que representa la distribución de un hecho o de un fenómeno con datos cuantitativos referidos a una unidad de superficie.
- Mapa derivado: mapa que se ha obtenido a partir de un mapa considerado como principal, con o sin reducción de la escala, directamente de uno o diversos mapas de base o a partir de otros mapas derivados. Nota: es un concepto opuesto al de mapa base.
- Mapa diagramático: Ver: cartodiagrama.
  - Mapa diagramático de barras: mapa temático que representa un hecho o un fenómeno distribuido territorialmente mediante una o más barras de altura, siendo estas proporcionales al valor que se va a representar.
  - Mapa diagramático de cuadrados: mapa temático que representa la superficie de cada unidad territorial dividida en cuadrados que se cubren de tramas o colores diferentes, de forma tal que el número de cuadrados de cada tipo sea proporcional a los valores parciales de los fenómenos representados.
- Mapa didáctico: mapa elaborado con finalidades instructivas.
- Mapa dinámico: también conocido como animación de mapas.
- Mapa en blanco y negro: mapa monocromo que ha sido impreso en negro, o valores de gris, sobre un fondo blanco.
- Mapa en el texto: mapa impreso en el cuerpo de un texto, un artículo o un libro. Nota: Es un concepto opuesto al de mapa de fuera de texto.
- Mapa en gris: mapa monocromo impreso en gris suave, utilizando el color tanto como base de fondo como de trabajo.
- Mapa en perspectiva: mapa en el que se ha utilizado una perspectiva para la representación de un territorio.
- Mapa en relieve: mapa topográfico elaborado en tres dimensiones.
- Mapa escolar: mapa didáctico elaborado y preparado para ser usado en las escuelas.
- Mapa esquemático: mapa con una representación cartográfica muy simplificada.
- Mapa estadístico: mapa temático que representa datos estadísticos, normalmente a partir de unidades territoriales políticas y administrativas.
- Mapa exagerado: mapa que representa determinados fenómenos de tal forma que hace que adquieran más importancia de la que tienen en realidad.
- Mapa facsímil: mapa que reproduce fielmente un mapa antiguo.
- Mapa fantástico: mapa que representa objetos y fenómenos inexistentes o que no se encuentran localizables en la forma y las características en las que se expresan.
- Mapa fenológico: mapa temático que representa las manifestaciones estacionales o periódicas de los seres vivos. Ejemplo: un mapa de la migración de las ballenas.
- Mapa físico: mapa, generalmente a pequeña escala, que representa los rasgos fisiográficos principales de un territorio.
- Mapa fisiográfico: mapa morfográfico que representa las características del relieve a grandes rasgos de una forma figurativa y simplificada utilizando una perspectiva oblicua.
- Mapa fuera de texto: mapa suelto que acompaña un texto, un libro o un artículo. Nota: Es un término opuesto al de mapa en el texto.
- Mapa general: mapa que representa un conjunto de fenómenos geográficos básicos y diversos tales como las costas, la hidrografía, el relieve, las poblaciones, las carreteras, los límites administrativos, la toponimia, etc. Nota: los mapas generales de gran escala de áreas terrestres suelen denominarse mapas topográficos. Unos y otros se consideran habitualmente complementarios y opuestos a los mapas temáticos.
- Mapa geológico: mapa temático que representa las rocas y estructuras geológicas observables en la superficie terrestre. La litología y edad de las rocas se representan codificados por colores y tramas estandarizados. La simbología indica la inclinación de las capas, los ejes de los pliegues, las fallas, etc. Se suelen acompañar de cortes geológicos y columnas estratigráficas.
- Mapa geomorfológico: mapa temático que representa las formas del relieve según su génesis, las dimensiones, los tipos y sus relaciones con la estructura y su dinámica. Sinónimo complementario: mapa morfológico.
- Mapa geopolítico: mapa que, mediante una simbología adecuada, representa teorías y hechos de la geopolítica.
- Mapa hidrográfico: mapa que representa, fundamentalmente, los cursos de los ríos y las superficies con agua.
- Mapa hipsométrico: mapa que representa, fundamentalmente, la altitud de un territorio.
- Mapa histórico: mapa temático que representa los acontecimientos y fenómenos históricos.
- Mapa ilustrado: mapa en el que se hace uso de los dibujos o fotografías en lugar de símbolos cartográficos.
- Mapa incunable: mapa antiguo impreso en los primeros tiempos de la existencia de la imprenta.
- Mapa independiente: mapa que constituye una unidad bibliográfica con un solo tema o título.
- Mapa índice: mapa general donde se sitúan esquemáticamente los diferentes mapas incluidos en una serie o atlas y en los que se indica la página o referencia de localización. Sinónimo complementario: Mapa llave.
- Mapa interactivo: representación cartográfica desarrollada en entornos computacionales que aúna el mapa con la capacidad de interactividad sobre él.
- Mapa inventario: mapa que representa de forma exhaustiva la distribución geográfica de un fenómeno determinado.
- Mapa itinerario: mapa que representa la red de vías de comunicación y en el que se añade, normalmente, las distancias entre los diferentes puntos clave.
- Mapa jeroglífico: mapa elaborado de forma tal que resulte enigmático y difícil de descifrar.
- Mapa mental: imagen cartográfica de un territorio, más o menos distorsionada, que se tiene en el pensamiento.
- Mapa minero: mapa a gran escala que representa la situación y la extensión de un área de explotación minera en la que se describe tanto sus formas topográficas externas como sus estructuras subterráneas. Nota: a menudo una serie de cortes o secciones verticales completan la información cartográfica.
- Mapa monocromo: mapa impreso en un solo color.
- Mapa municipal: Es el mapa de una región geográfica donde un presidente o edil ejerce sus funciones de gobierno, dependiente de un estado, y este a su vez de un país.
- Mapa morfográfico: mapa temático que representa las formas de un terreno de acuerdo con su aspecto.
- Mapa morfológico: Ver: mapa geomorfológico.
- Mapa morfométrico: mapa temático que representa las formas de un relieve de una forma cuantitativa, ya sea en valores absolutos o relativos. Nota: muchos mapas de pendientes son mapas morfométricos.
- Mapa mural: mapa de grandes dimensiones que representa una información muy útil generalizada y que se puede leer desde una cierta distancia.
- Mapa mudo: mapa que no tiene implantación ni rotulación (toponimia).
- Mapa nacional: mapa que representa un territorio de una nación o de un estado, normalmente a una escala comprendida entre 1:5.000.000 y 1:20.000.000.
- Mapa numérico: imagen digital de un fenómeno o de un accidente geográfico conservada en hojas cartográficas, cintas magnéticas, DVD-ROM o en otro soporte para su tratamiento informático.
- Mapa oficial: mapa elaborado por un organismo oficial.
- Mapa original: mapa a partir del cual se obtienen otros mapas. Nota: en particular se consideran mapas originales los mapas obtenidos por la representación de estudios originales.
- Mapa orográfico: mapa que representa la configuración física de un relieve mediante tintas hipsométricas, sombreados o cualquier otra técnica.
- Mapa pictórico: mapa que representa los accidentes topográficos, los objetos o los fenómenos mediante signos pictóricos en lugar de utilizar los signos convencionales habituales.
  - Mapa pictórico del relieve: mapa que representa el relieve y cualquier otro accidente topográfico en posición planimétrica aproximada utilizando signos pictóricos, lo cual hace que se dé una sensación parecida a la de una perspectiva oblicua.
- Mapa planimétrico: mapa topográfico en el que no se representa el relieve.
- Mapa plegable: mapa que se puede doblar para facilitar su conservación y consulta.
- Mapa pluviométrico: mapa temático que representa la cantidad y distribución de las precipitaciones caídas en un territorio y en un periodo de tiempo determinado.
- Mapa polícromo: mapa impreso en diversos colores.
- Mapa político: mapa, generalmente a pequeña escala, que representa las divisiones políticas y administrativas de un territorio que se diferencian normalmente usando diferentes tintas para ello.
- Mapa primitivo: mapa realizado antes de los primeros levantamientos topográficos realizados sistemáticamente y con precisión.
- Mapa principal: mapa que constituye un elemento esencial de una hoja cartográfica y que suele ir complementado con uno o varios mapas auxiliares.
- Mapa regional: mapa que representa una región o una parte de un territorio a una escala normalmente comprendida entre 1:1.000.000 y 1:5.000.000.
- Mapa sinóptico: mapa temático que representa dos o más tipos de fenómenos con el objeto de expresar sus relaciones funcionales. Por ejemplo: un mapa del tiempo.
- Mapa sintético: mapa temático que a partir de un objetivo preciso representa un fenómeno en su conjunto a través de sus relaciones internas.
- Mapa temático: mapa que, sobre una base topográfica elemental de referencia, destaca, mediante la utilización de diversos recursos de las técnicas cartográficas, correlaciones, valoraciones o estructuras de distribución de algún tema concreto y específico. Nota: convencionalmente el mapa topográfico y toda la cartografía general son considerados complementarios, incluso opuestos al mapa temático.
- Mapa topográfico: mapa que representa la planimetría y la altimetría de las formas y dimensiones de elementos concretos, fijos y duraderos de una zona determinada de la superficie de un terreno.
- Mapa topográfico nacional: mapa topográfico, generalmente a escala 1:50000 o 1:25000, que sirve de mapa de base del territorio de una nación o de un estado.
- Mapa transparente: mapa impreso sobre un material transparente o translúcido que se superpone a uno o diversos mapas que tienen el mismo campo y escala con el objeto, principalmente, de complementar la información.
- Mapa turístico: mapa que incluye información útil para el turismo, relativa a la localización urbana y a las vías de comunicación, destacando los puntos de interés histórico, paisajístico, etc.
- Mapa urbano: mapa de una ciudad.
- Mapa rural: mapa que representa una zona rural con poca influencia de la tecnología.
- Mapa esquematizado: en este tipo de mapas no se utiliza la representación base conocida, sino que la información esta esquematizada, como en este caso, a través de diferentes tamaños de cuadros o rectángulos según los datos y la proporción de información.

## Mapas que marcaron la historia
A lo largo de la historia han surgido maneras y modos de mostrar la posición de fenómenos geográficos. En el pasado los mapas estáticos, por ejemplo, dieron servicio a todo tipo de público a pesar de la diversidad existente entre los usuarios de los mapas y los contextos de uso. En la actualidad, la tecnología digital ha transformado la forma en que estos llegan a su audiencia, ya que los mapas son cada vez más interactivos y se accede a ellos a través de Internet o en un dispositivo móvil. Los nuevos entornos de uso de la cartografía ha hecho más que nunca que los mapas y los datos geoespaciales lleguen a más personas en todo el mundo, y han necesitado adaptarse a los antecedentes, intereses y necesidades específicos de diferentes audiencias.
Los que siguen a continuación son algunos de esos mapas, que fueron hitos cartográficos fruto y reflejo de cada tiempo y de cada civilización.
| Título                                           | Autor                                                                                  | Datación                                                      | Relevancia | Imagen |
| ------------------------------------------------ | -------------------------------------------------------------------------------------- | ------------------------------------------------------------- | --- | ------ |
| Mapa de Çatal Höyük                              | Desconocido                                                                            | circa 8600 a. C.                                              | La pintura mural de Çatalhöyük, en la península de Anatolia (actual Turquía), se pensaba hasta 2014 que representaba la piel de un leopardo. En ese año fue reinterpretado como la brutal erupción del doble volcán Hasan Dagi, al coincidir las dataciones de la erupción y las del mural. En él se aprecia un asentamiento del neolítico y sería el mapa más antiguo conocido hasta la fecha. |        |
| Mapa de Bedolina                                 | Desconocido                                                                            | Edad del Hierro                                               | Este petroglifo, situado en Val Camonica (Italia), localiza posibles campos de cultivo, cabañas/graneros y caminos. Está considerado como uno de los mapas más antiguos de un lugar poblado representado por grupos humanos. |        |
| Carta de palos                                   | Cultura polinesia                                                                      | Utilizadas desde época inmemorial hasta mediados del siglo XX | A través de estos sencillos "mapas" de madera –que representan de manera esquemática las direcciones de los vientos, las olas y las islas– los polinesios de las islas Marshall colonizaron las islas del sur y el oeste del Pacífico, en una de las hazañas más grandes de la navegación. Mapas como estos o los táctiles de madera de Ammassalik son una importante contribución a la historia de la cartografía, ya que representan sistemas de cartografiado que indican que en el pasado existieron mapas de una tipología y codificación diferente a los que estamos acostumbrados a ver y utilizar. |        |
| Papiro de las minas                              | Escriba Amennjat                                                                       | circa 1150 a. C.                                              | Este papiro contiene un plano de singular importancia, con indicaciones topográficas, altimétricas, geológicas, toponímicas, etc. Está considerado como uno de los primeros mapas topográficos que se han conservado y el mapa geológico más antiguo del mundo. |        |
| Mapa babilónico del mundo                        | Desconocido                                                                            | siglo VI a. C.                                                | Es una tablilla de arcilla babilónica escrita en acadio con la representación más antigua del mundo conocido. Muestra la visión de cómo creían los babilónios que se originó y ordenó el Universo según la cosmovisión de Mesopotamia en aquel momento. |        |
| Mapamundi de Ptolomeo                            | Claudio Ptolomeo                                                                       | Siglo II                                                      | Basado en la Geographia, es el primer mapa conocido que permite localizar la posición exacta de lugares en función de su longitud y latitud. Aunque únicamente unas pocas de estas posiciones estaban fundamentadas en observaciones directas y el resto se obtuvieron por estimación, el mapa de Ptolomeo solo fue superado catorce siglos después. |        |
| Mapas T-O                                        | Diferentes autores                                                                     | Edad Media                                                    | Son mapas que no aspiraban a ser una representación precisa del mundo, sino una herramienta para el adoctrinamiento teológico. Entre los más de mil mapas T-O que se conservan, el más detallado es el de la catedral de Hereford, en Inglaterra (circa 1300). Este tipo de mapas representaban el ecúmene a través de un círculo en el que se inscribía una T interior cuyo tronco es el mar Mediterráneo y los brazos representaban por un lado el Mar Negro y el río Don, y por otro el río Nilo. En el centro se localiza Jerusalén.                                                                   |        |
| Mapamundi de Beato de Liébana                    | Beato de Liébana                                                                       | 776                                                           | Recogido en los Comentario al Apocalipsis, es una de las principales obras cartográficas de la Alta Edad Media. Este mapa de T en O refleja las resonancias religiosas de la cartografía medieval cristiana de la época. Sobre la base de una Tierra plana cuyo centro se encontraba en Jerusalén, su destino no era representar de manera fidedigna el mundo, sino el de servir de ilustración a la diáspora primigenia de los apóstoles. |        |
| Mapa de los caminos de Yu el Grande              | Desconocido                                                                            | 1136                                                          | Este mapa, tallado en piedra, es heredero del conocimiento desarrollado por el astrónomo chino Zhang Heng, que introdujo por primera vez una cuadrícula rectangular como ayuda para el trazado. En él los ríos y costas se reproducen con gran precisión. |        |
| Tabula Peutingeriana                             | Desconocido                                                                            | Finales del siglo XII, principios del XIII.                   | Considerado como el primer mapa de carreteras conocido de la historia, representa "itinerarios" o listas de destinos a lo largo de las calzadas romanas. |        |
| Atlas Catalán                                    | Cresques Abraham                                                                       | circa 1375                                                    | El mapamundi de los Cresques, el mejor trabajo de la escuela cartográfica mallorquina del siglo XIV, está considerado el mapa más importante de la Edad Media. Recoge lugares mencionados por Marco Polo en sus viajes y es el primer mapa conocido que incorpora una rosa de los vientos. |        |
| Mapamundi de Henricus Martellus                  | Henricus Martellus Germanus                                                            | circa 1490                                                    | De clara influencia ptolomeica, muy probablemente Colón utilizó este mapa o uno similar para convencer a los Reyes Católicos sobre la posibilidad de alcanzar las Indias. Refleja las últimas teorías sobre la forma del mundo, siendo el primero en recoger el cabo de Buena Esperanza y demostrando que no había una conexión terrestre por el sur con Asia, por lo que los europeos podían llegar a las riquezas de las Indias Orientales por mar sin tener que atravesar territorio musulmán. |        |
| Carta de Juan de la Cosa                         | Juan de la Cosa                                                                        | 1500                                                          | El mapa es la representación inequívoca del continente americano más antigua conservada. Obligaría a modificar la imagen del mundo conocido hasta entonces. |        |
| Universalis Cosmographia                         | Martin Waldseemüller                                                                   | 1507                                                          | Es el primer mapa donde se denomina al conjunto de las nuevas tierras descubiertas tras los viajes de Colón como América. Pero además Waldseemüller, que estaba influenciado por los escritos del navegante florentino Américo Vespucio, sugiere al dibujarlo que América no es parte de Asia, sino un nuevo continente per se. |        |
| Padrón Real                                      | Diego Ribero (con copias mejoradas posteriores)                                        | 1527 1529                                                     | El Padrón General de Diego Ribero –mapa maestro oficial y secreto a partir del cual se hacían las cartas de navegación usadas en todos los barcos españoles de la época– está considerado el primer mapa científico del mundo, al ser el primer planisferio basado en observaciones empíricas de latitud y longitud, estando fuertemente influenciado por la información recopilada durante la expedición de Magallanes-Elcano. En una época de descubrimientos, este es un claro ejemplo de la política europea del momento de considerar a los mapas arcana imperii, o secretos de estado.               |        |
| Teatro del Orbe de la Tierra                     | Abraham Ortelius                                                                       | 1570                                                          | Publicado durante la llamada "Edad de los Atlas", está considerado como el primer atlas verdadero en el moderno sentido del término. Este compendio cartográfico fue la más autorizada y exitosa de tales obras de finales del siglo XVI e inicios del XVII, alcanzando más de 40 ediciones y traducido a seis idiomas. |        |
| Atlas de Mercator                                | Gerhard Kremer                                                                         | 1578                                                          | Supuso un hito importante en la elaboración de cartografía ya que fue el primer mapa que encontró soluciones al problema de reproyectar en un plano la superficie esférica de la Tierra. Hasta entonces era imposible conseguir una representación exacta de la superficie terrestre en el mapa, lo que suponía un importante problema a la hora de medir distancias, de especial interés para la navegación. Los actuales sistemas de proyección en los mapas son herederos de las innovaciones que desde 1569 desarrolló Mercator y que plasmó en sus mapas.                                             |        |
| Mapa de Cassini                                  | Giovanni Domenico Cassini                                                              | 1683-1745                                                     | Fue el primer mapa general del reino de Francia. Construido sobre principios rigurosos, en su momento constituyó una verdadera innovación al utilizar la técnica de Gemma Frisius de triangulación geodésica para determinar con exactitud la posición de lugares lejanos. Su elaboración se prolongó durante cincuenta años, dedicando la familia Cassini tres generaciones para lograr completar este magno trabajo. |        |
| Mapa Geológico de Inglaterra y Gales             | William Smith                                                                          | 1815                                                          | Recogido en el libro Delineación de los estratos de Inglaterra, Gales y parte de Escocia, está considerado como el primer mapa geológico preciso del mundo al distribuir y ordenar las rocas sedimentarias, correlacionando estratos con fósiles. Su mapa inspiró a otras naciones a cartografíar la geología de su país. |        |
| Mapa del cólera                                  | John Snow                                                                              | 1854                                                          | Uno de los ejemplos más tempranos de cartografía temática, fue el precedente para el desarrollo de la epidemiología actual y un paradigma en el uso del método geográfico, anticipando metodologías y técnicas de los modernos Sistemas de Información Geográfica. |        |
| Octopus Map                                      | Frederick Rose                                                                         | 1877                                                          | Durante la época victoriana fue frecuente la publicación de estos mapas políticos satíricos, existiendo dentro de este género todo un subtipo de mapas cómicos antropomórficos. El Octopus Map, que sigue el estilo iniciado por Joseph Goggin, es uno de los más conocidos mapas de parodias y representa los acontecimientos políticos del convulso año 1877 en Europa, expresando la hostilidad británica frente a las ansias expansionistas del Imperio ruso. |        |
| Mapa Internacional del Mundo (MIM)               | Entidades nacionales y la ONU                                                          | 1891-1987                                                     | Este mapa inconcluso, a escala 1:1.000.000, surgió en un principio como una actividad científica civil para soslayar las corrientes nacionalista e imperialistas de la época y fomentar la cooperación entre países en materia cartográfica. Finalmente se convirtió en un método de reivindicación de los estados y de sus posesiones coloniales y, en cada nación, de los centros cartográficos militares. El MIM fue un claro ejemplo de cómo los estados se han aprovechado de la cartografía para explicitar sus intereses internacionales y objetivos irrendentistas.                                |        |
| Carta Batimétrica General de los Océanos (GEBCO) | Organización Hidrográfica Internacional y la Comisión Oceanográfica Intergubernamental | Renovado periódicamente desde 1903                            | Este mapa del fondo marino ha contribuido decisivamente al desarrollo de teorías tales como la de la deriva continental formulada por Alfred Wegener. Con los años se ha convertido en un mapa de referencia de la batimetría de los océanos del mundo para los científicos y el público en general. |        |
| Mapa del Metro de Londres                        | Harry Beck                                                                             | 1933                                                          | Considerado como uno de los mejores diseños de mapa funcional, fue el primer mapa de transporte en utilizar una diagrama esquemático para representar las diferentes líneas, haciendo prevalecer la compresión frente a la realidad geográfica. Se hizo muy popular debido a su sencillez y desde entonces su estilo ha sido ampliamente adoptado en multitud de países para ilustrar los mapas topológicos de las redes de transporte. |        |
| Proyección de Peters                             | Arno Peters, aunque con anterioridad James Gall ya había creado uno muy similar.       | 1976                                                          | Creado con la intención de denunciar las implicaciones políticas de la proyección de Mercator, donde prevalecen los países desarrollados frente a los del Tercer Mundo, este polémico mapa fue rápidamente adoptado por instituciones y grupos con inquietudes sociales. A Peters se le ha criticado el intentar resolver con su mapa la cuadratura del círculo, dado que su proyección no es más verdadera que la proyección "colonialista" que pretende sustituir. |        |
| Misión topográfica Radar Shuttle (SRTM)          | NGA y NASA                                                                             | 2000                                                          | Realizado mediante interferometría radar es el Modelo Digital del Terreno (MDT) más preciso existente actualmente para el conjunto de la Tierra, siendo considerado como la mejor información topográfica para muchos lugares del planeta. Debido a su gratuidad y disponibilidad este MDT ha sido ampliamente utilizado en numerosos campos de investigación y la industria. |        |
| OpenStreetMap (OSM)                              | >45.000 contribuidores activos por mes                                                 | Actualizaciones constantes desde 2004                         | Es uno de los máximos exponentes de la denominada Información Geográfica Voluntaria. El abaratamiento de las tecnologías de geolocalización junto a la facilidad de uso de herramientas desarrolladas en la Web 2.0 propició una fuerte expansión de contenidos cartográficos creados por grupos de usuarios expertos y aficionados. El proyecto ha experimentado un crecimiento exponencial y su dimensión mundial ha hecho que en muchos casos sea una fuente cartográfica de primer orden, rivalizando con otros productos de índole comercial.                                                         |        |
| Google Maps                                      | Google Inc., a partir de diversas fuentes cartográficas comerciales y gratuitas.       | Actualizado periódicamente desde 2005                         | Si bien ya existían servicios en línea de mapas y cartografía, hasta su llegada estos eran lentos y poco intuitivos. Su lanzamiento supuso un punto de inflexión, al permitir acceder de manera gratuita a cartografía con un nivel de detalles que hasta entonces solo estaba a disposición de los expertos. A partir de entonces aquella localización que era realmente importante para el usuario podía estar en el centro del mapa y este contener lo que realmente le interesaba, transformando la forma de ver el mundo.                                                                             |        |